# 遊☆戯☆王VRAINS
- 遊☆戯☆王 > アニメ作品 > 遊☆戯☆王VRAINS
- テレビ東京 > テレビ東京の番組 > テレビ東京系アニメ > 遊☆戯☆王VRAINS

『遊☆戯☆王VRAINS』（ゆうぎおうヴレインズ）は、ぎゃろっぷ制作の日本のアニメ。2017年5月10日から2019年9月25日までテレビ東京系列ほかで放送された。

## 概要
テレビ東京系列で放映された『遊☆戯☆王』のアニメシリーズ第6作目にして、『遊☆戯☆王デュエルモンスターズ』からの通算で19年半の長きに渡って続いたぎゃろっぷとNAS制作による同アニメシリーズの最終作品である。
今までの作品と同じく『遊☆戯☆王オフィシャルカードゲーム』（以下、OCG）とタイアップをしている。メインテーマは「一歩を踏み出し、トライしよう！」。「情報過多により、実際に経験する前にあきらめてしまう子どもたちに向け、自分の好きなこと、興味があることに対して、一歩を踏み出し、トライしてほしい」という想いから生まれた作品だと発表されている。
タイトルは「バーチャルリアリティ(VR)」「人工知能(AI)」「ネットワークシステム(NS)」の3つを並べた造語に由来する、集英社の登録商標である。
本作では『遊☆戯☆王』のテレビアニメシリーズでは唯一漫画作品としての展開が行われていない。

## あらすじ

### ハノイの騎士編（1話～46話）
本編の5年前、イグニス6体の内5体はリボルバーに捕らわれていた。唯一難を逃れていた闇のイグニスは仲間の5体を助けだし、再び捕らえられないために自分たちの暮らすサイバース世界を封印した。その過程で、闇のイグニスはクラッキング・ドラゴンに眼球以外の肉体を奪われてしまう。5年後、LINK VRAINSで活躍しているカリスマデュエリストのGo 鬼塚とブルーエンジェルがデュエルを始めようとしたところ、ハノイの騎士が現れてLINK VRAINSの襲撃を始めた。その一方、現実世界にいる藤木遊作と草薙翔一はある目的の為にハノイの騎士を追いかける中で、謎のAIを入手した。その後遊作はPlaymakerの姿をとり、LINK VRAINSにてハノイの騎士とスピードデュエルを行う。スピードデュエルの最中に謎のAIが呼び起こしたデータストームによって、Playmakerはスキル「Storm Access」を発動、手に入れたデコード・トーカーを使用しハノイの騎士に勝利する。
その後LINK VRAINSにスピードデュエルが普及し始めた頃、遊作はカリスマデュエリストの鬼塚剛/Go 鬼塚と財前葵/ブルーエンジェルと出会いデュエルを行い、彼らと面識を持つ。
ある日ブルーエンジェルはPlaymakerとのデュエル中に電脳ウィルスに侵された。現実世界の葵はLINK VRAINSからログアウトできず、昏睡状態のまま病院に搬送される。その事を知った兄の財前晃はこれがPlaymakerの仕業だと誤解し、別所エマ/ゴーストガールと手を組んで罠を仕掛け、捕らえたPlaymakerを尋問していた。そこにハノイの騎士の首領・リボルバーが乱入し、葵の電脳ウィルスの除去プログラムとの交換条件でPlaymakerにデュエルを申し込む。PlaymakerとリボルバーのデュエルでPlaymakerが勝利し、Aiの本体プログラムと電脳ウィルスの除去プログラムを入手、入院していた葵は目を覚ました。
遊作と翔一はロスト事件の真相を掴んだと言うゴーストガールからのメールを受けた。SOLテクノロジー社のデータバンクの鍵を掛けてデュエルし、Playmakerはゴーストガールに勝利する。SOLテクノロジー社に侵入したPlaymakerはデータバンクまでの道すがらに追っ手に追われるも、後からやってきたブルーエンジェルと協力して敵を分散させ、データバンクの最深部にまで到達する。ロスト事件の真相を先に知った晃はデータバンクの最深部に立ちはだかりPlaymakerとデュエルすることとなるが、勝利したPlaymakerはデータバンクの中身を全て採取しログアウトする。現実世界に戻った遊作は翔一と共にロスト事件を解明する中で、元SOLテクノロジー社の科学者でかつ事件の最高責任者だった鴻上聖が既に亡くなっているのを知る。
LINK VRAINSにログインしたまま現実世界に戻れなくなる「アナザー事件」が多発する中、Go 鬼塚は事件の実行犯であるドクター・ゲノムとデュエルを行い勝利する。アナザー事件の首謀者の一人で、葵に電脳ウィルスを仕組んだバイラはブルーエンジェルとデュエルを行うが、ブルーエンジェルが勝利しバイラがワクチンをばら撒くことでアナザー事件は解決した。
アナザー事件解決後、島直樹のデッキにサイバース・ウィザードが何者かによって入れられる。島がLINK VRAINSにログインした矢先にハノイの騎士に属する一般兵とデュエルすることになり、島は勝利する。それを見たファウストは島を人質に取ってPlaymakerとデュエルするも、Playmakerが勝利する。
LINK VRAINSに不穏な気配を感じ取ったPlaymakerとAiは地下下水道に侵入し、ゴーストガールと共に調査をする。途中から別行動をとったゴーストガールはPlaymakerより先に最深部に到達しハノイの塔の動力源を調べていたところ、リボルバーと対峙しデュエルを行うこととなる。Playmakerは追ってくる巨大なモンスターを回避しながら最深部に到達する。リボルバーとデュエルしていたゴーストガールは敗北し、ハノイの塔のデータをPlaymakerに託してハノイの塔に吸収された。
地下から地上へと出現したハノイの塔は6時間かけ6段の塔となり、塔が完成するとLINK VRAINSや全てのネットワークが崩壊し、現実世界に混乱が起こることが分かる。それを阻止すべく、遊作・葵・鬼塚はLINK VRAINSに入りハノイの塔を目指して別行動をとる。ブルーエンジェルはスペクターとデュエルを行い敗北するが、後からやってきた晃はスペクターの罠に掛かるのと同時にLINK VRAINS内に蘇った鴻上博士と遭遇する。Playmakerの前にもスペクターが立ちはだかりデュエルを行うが、スペクターは自身もロスト事件の被害者であること明かし、更に晃を人質にとってPlaymalerに迷いを生じさせる。晃はPlaymakerの迷いを断ち切るため自身をデータ化しハノイの塔に吸収されたことで、Playmakerはスペクターとのデュエルに勝利する。
ハノイの塔の目の前に到達したGo 鬼塚はリボルバーとデュエルを行うが、敗北する。Playmakerはリボルバーとスピードデュエルを行い、両者ともにスキル「Storm Access」で新たなモンスターを手に入れた。リボルバーが入手した「トポロジック・ガンブラー・ドラゴン」の効果で、両者ともに引き分けで終わると同時に強制的にログアウトされる。
ハノイの塔が自動構築で完成していく中、現実世界に戻った遊作は翔一と共にスターダスト・ロードが現れる海岸の上にある家に向かい、リボルバーの正体鴻上了見と対面する。了見はロスト事件とイグニス誕生の真実を語る。真実を知った遊作はハノイの塔を止めるよう説得するが了見は受け入れず、2人は再びLINK VRAINSに入り完成間近のハノイの塔にてマスターデュエルを行う。リボルバーは5体のリンクモンスターを揃えEXリンク状態となり、Playmakerは窮地に陥るも、Playmakerもリボルバーのモンスターを利用してEXリンク状態となった。攻撃力9200まで上がったデコード・トーカーの攻撃でPlaymakerが勝利し、同時にハノイの塔は消滅した。その後、現実世界に戻った了見はハノイの騎士の解散と同時に旅立ち、Aiはサイバース世界へと帰った。

### イグニス編（47話～103話）
LINK VRAINSはハノイの塔の被害が大きかったものの、3ヶ月後には新生LINK VRAINSへとリフォームしていた。その頃、草薙仁はボーマンによって意識を奪取される。それを見た兄の翔一は遊作に連絡し、遊作は新生LINK VRAINSにてボーマンとデュエルを行う。その際、Aiが遊作の元に戻り、サイバース世界は何らかの理由で既に崩壊していたことを告げる。ボーマンは「裁きの矢」を使用してモンスターの攻撃力を強化するが、Playmakerが勝利し追い詰めようとしたところビットとブートが立ちはだかり邪魔をする。Playmakerのデュエルを見ていたSoulburnerはビットとブートを引き付けてデュエルを行い勝利する。PlaymakerとSoulburnerは引き続きボーマンを追うも、新生LINK VRAINSの最下層に逃げ込まれてしまいそれ以上追いかけられず、2人はやむを得ずログアウトする。その翌日、Soulburnerの正体である穂村尊と炎のイグニス不霊夢が遊作の仲間に加わり、サイバース世界崩壊の真実を追うため、仁の意識データを奪還するために新生LINK VRAINS最下層の調査を始める。
新生LINK VRAINSの最下層で、PlaymakerとSoulburnerはブラッドシェパードと賞金稼ぎに転属したGo鬼塚に遭遇し、それぞれデュエルを行い勝利する。その後、風のワールドへと入りこんだ2人は謎の建造物で風のイグニスウィンディと出会い、新生LINK VRAINSに吹く風を和らげるよう説得する。その頃、ブルーガールとなった葵はゴーストガールと共に風のワールドに入りこんでおり、Soulburnerはブルーガールとデュエルし勝利して、不霊夢が持つ強制ログアウトプログラムで彼女たちをログアウトさせた。Playmakerはボーマンを見つけデュエルするが、ボーマンはマスターデュエルでは使えないはずのスキル「Storm Access」を発動し、「トライデント・ハイドライブ・ロード」を入手した。デュエルにはPlaymakerが勝利するが、決着と同時に風のワールドが崩壊したため、PlaymakerはSoulburnerと共にログアウトする。
Den Cityへと戻り、再びイグニスの捜索を始める彼らは、ある日怪しげなゲートを発見する。出現したゲートへと向かい調査を始めるPlaymakerたちだったが、なんとそのゲートはブラッドシェパードが仕掛けた罠だった。ゲートの中に捕らえられたSoulburnerは、ブラッドシェパードとのデュエルを開始する。だが、闘いの中でゲートに仕込まれた装置が作動し、Soulburnerは過去の記憶を暴かれてしまう。ロスト事件で植え付けられたトラウマがよみがえったことで動揺し、危機に陥ったかに思われたSoulburnerだったが、不霊夢の協力により、ブラッドシェパードの裏をかくことに成功したSoulburner。そのままデュエルの決着をつけようとしたその時、ゴーストガールが翔一の用意した救助プログラムを書き換え、ブラッドシェパードの罠を解除する。Den Cityへと戻り再びネットワーク内の情報を探す遊作たちは、ある時ネット上で「地のイグニス」を名乗る書き込みを発見し、書き込んだ人物とコンタクトを取る。指定された現場へと向かうと、そこには地のイグニスであるアースが待ち構えていた。アースは、人間の真意を見極めるために、Playmakerへ勝負を挑む。屈強な「Gゴーレム」によってアースに追い込まれるもPlaymakerはアースに勝利する。
アースとの闘いが終わり、再びボーマンに関する情報を集めようとした遊作は、ある日デュエルディスクからAiが姿を消してしまった事に気付く。遊作は原因を探るために、翔一と協力してデュエルディスクのデータを解析し、Aiがアクセスしたサイトを発見する。残された手掛かりから、Aiの居場所を特定し現地へと向かったPlaymakerは、Aiと接触するウィンディ、そして光のイグニスであるライトニングと遭遇する。ライトニングたちは、イグニスが目指す「人類の後継種」への道を歩むために、Aiを仲間に引き入れようとしていた。人類とイグニスが共存できる方法を模索するPlaymakerとAiは、ライトニングの誘いを断りその場を去ろうとするが、思惑を知られたライトニングはPlaymakerたちを捕獲、始末しようとする。窮地に追いやられたPlaymakerだが、その時激しい雷と共にリボルバーが現れる。イグニス殲滅のため「ハノイの騎士」としての活動を再開していたリボルバーはウィンディとデュエルを始める。壮絶な闘いが繰り広げられる中で、リボルバーはウィンディがパートナーに危害を加えた事を明かす。残虐性を露にしたウィンディに対し、リボルバーはイグニスと闘うための新たな切り札「ヴァレルロード・S・ドラゴン」を呼び出しウィンディのモンスターを撃破する。リボルバーの襲撃を受け、人類を敵とみなしたライトニングは人類に宣戦布告した。ライトニングと決着をつけようとするPlaymakerだが、ボーマンによって行く手を遮られてしまい彼とデュエルをする。ボーマンはさらに研ぎ澄まされた戦術で強力になった「ハイドライブ」によって、Playmakerを瞬く間に追い詰める。窮地に立たされたPlaymakerだったが、Aiが秘密裏に用意していた新たなスキル「ネオストーム・アクセス」を発動し、手にした「サイバース・クアンタム・ドラゴン」を召喚、引き分けに持ち込んだ。Playmakerは力が飛躍的に向上したボーマンを見て、今後の闘いがより厳しくなることを痛感する。
今後の戦いにより、「LINK VRAINS」に多大な被害が及ぶと想定するPlaymakerは、SOLテクノロジー社の晃を呼び、イグニスとの全面戦争が始まった事を告げる。一方、ライトニングによって捕らえられていたアクアの救出に成功したアースは、AIチップを脳に埋め込み極限の状態になっていたGo鬼塚に急襲される。アースは自身のスキルを発動しトドメをさそうとするが、スキルを無効化する力を得たGo鬼塚に敗れSOLテクノロジー社に捕らわれてしまい、解体されてしまう。一方で、アースに解放されたアクアは、ブルーガールと遭遇。自身が生まれた元であるパートナーにして、葵の旧友・杉咲美優の想いを伝える。美優の気持ちを知ったブルーガールは、アクアと共にライトニングと戦う決意を改め、ブルーメイデンとなる。Playmaker達はライトニングの手掛かりを探している最中にGo鬼塚と遭遇しPlaymakerとスピードデュエルを行う。Go鬼塚はPlaymakerのスキル対策として「アンチスキル」を発動したのを逆手にPlaymakerは罠カードを発動したが、Go鬼塚の罠カードで無効にされてしまいPlaymakerのライフを100まで窮地に追い詰められた。AiがPlaymakerのライフ100の状態で「Neo storm access」のもう一つの効果が使えるのを教え、Playmakerはもう一度スキルを発動してファイアウォール・Ｘ・ドラゴンを入手し呼び出して逆転勝利を納める。デュエル後にAiはGo鬼塚の中にあるアースのデータの採取を行うがSOLテクノロジー社にいる晃にGo鬼塚を強制ログアウトさせられ、アースの一部のデータとGゴーレム・クリスタルハートをアクアに託した。一方ブラッドシェパードは荒い手段でイグニスを探した所ライトニングの居城が現れ出てその直後にライトニングとデュエルを挑む。ライトニングは人間側の結託を看過する事を許さず手始めにイグニスを狙うブラッドシェパードを破り、人間側の陣営を減らした。
動き出したライトニングに対抗するために、リボルバーはPlaymakerたちを「LINK VRAINS」へ呼び出し、一時的な共闘を提案する。結託したPlaymakerたちは、ハノイの塔の力を使い、ライトニングたちが潜む「ミラーLINK VRAINS」の存在を解き明かす。ボーマンのシステム同期の時間を稼ぐために現れたハルたちの攻撃を退けるPlaymakerたちだったが、ライトニングの作戦によって散り散りになってしまう。そしてライトニングは、分かれて行動する事となったPlaymaker陣営の中から、スペクターを標的に選ぶ。ライトニングのリンクマジックを奪い、デュエルを優位に進めるスペクターだったが、リンクマジック対策を見越していたライトニングの戦術に敗れてしまう。さらに、ウィンディが動き出しSoulburnerへと襲い掛かる。自身のパートナーの存在を否定し、危害を加えたウィンディに対し、Soulburnerは怒りの炎を燃え上がらせる。イグニスとの絆を信じる彼は、不霊夢と協力して窮地を突破し見事ウィンディを撃破する。Soulburnerの戦いを見届けたブルーメイデンは、ボーマンと遭遇しデュエルを始める。ボーマンの猛攻を耐え凌ぎ、ブルーメイデンは持てる力の全てボーマンにぶつける。だが、「LINK VRAINS」と同期し、人知を超える力を手にしたボーマンには敵わず敗れてしまい、アクアを吸収されてしまう。
ライトニングたちとの交戦で次々に仲間が倒れていく中、Playmakerの前に、突如翔一が姿を見せる。彼はライトニングに弟・仁を人質に取られたことで、Playmakerと戦うように仕向けられていた。これまで支え合った翔一との戦いを受け入れられず、攻撃を躊躇するPlaymakerだったが、戦いの中で草薙と交わした約束を思い出し、決意し勝利を収めた。しかし、翔一との戦いによって精神的なダメージを受けたPlaymakerは、その場で力尽きてしまう。非道な手段でデュエルをさせた事によりSoulburnerは怒りを燃やし、ボーマンとデュエルを行う。ボーマンの圧倒的な力の前に敗れたSoulburnerは後の事をPlaymakerに託し消滅した。Soulburnerのデュエルを見届けたリボルバーはライトニングを呼び出し、デュエルを進めながらライトニングの悪行を明かしていく。イグニスに関する騒動は全てライトニングによるものと明かしたリボルバーは勝利目前までいくも、ライトニングの決死の反撃にあい引き分けと思われた。しかし、ライトニングはエクストラライフを発動して自身のライフと仁のライフを変換して勝利するがボーマンに託して吸収される。リボルバーはPlaymakerに全てを託し消滅した後、Playmakerとボーマンとの最終決戦が始まる。
AIが人間に代わる支配者になるのを目指すボーマンはPlaymakerを全力に潰しにかかっていく。LINK VRAINS内にいる人間の意識データを利用し作中初のリンク5モンスターを召喚し、圧倒的な力を見せつける。しかしハノイの三騎士や晃・ゴーストガールの協力によりボーマンの力の一端を阻止する。Aiもボーマンの中に侵入し吸収されてしまった同胞のイグニス達を助けようとするも叶わず、逆に最後の想いを託されてしまう。イグニス達の想いがこもったリンク5モンスターをPlaymakerは召喚しボーマンに逆転勝利を収める。ボーマンはAiに意味深な事を伝えると、吸収していた人間達の意識データを解放し、自身はミラーLINK VRAINSと共に消滅した。

### Ai編（104話～120話）
ボーマンとのデュエルを終え、唯一の生き残りのイグニスとなったAiは遊作から離れ、サイバース世界で消滅した仲間達の墓標を建てていた。Aiはイグニスとしての姿を捨て、人間の容姿に変化し意志を持つようになったロボッピと共に意を決して行動を起こす。
AiはSOLテクノロジー社の現トップ・クイーンを襲撃しコードキーを手に入れる。もう一枚のコードキーを持つ財前に3日後に襲撃を予告する。襲撃予告を受けた財前はPlaymakerを始めとするデュエルの実力者やハノイの騎士に自身の警護を依頼する。Aiとの戦いに遊作は最初戸惑いを見せる。3日後、財前・Soulburner・ブルーメイデン・Go鬼塚・ゴーストガール・ブラッドシェパード・リボルバー・スペクター・ハノイの三騎士と実力者が勢揃いのなか、Aiとロボッピは2人で予告通り襲撃する。そこに相棒としてAiを止めることに決意を固めたPlaymakerが現れる。しかし次々と阻んでくるデュエリスト達をAiとロボッピは打ち倒して行き、遂に財前までも倒しコードキーを手に入れる。
その後、AiはSOLテクノロジー社のコンピューターを制圧。ロボッピに一つのデータと、LINK VRAINS内に『家電の王国』を与える。彼を讃える家電たちに喜ぶロボッピの元にSoulburnerが現れ、彼とデュエルをする。序盤はSoulburnerがデュエルを優勢に進めるも戦いが進むに連れてロボッピの知能が徐々に進化し、場を逆転するもデュエルの情報量による負荷とイグニスのプログラムに自身が耐えられず、Aiに出会う前の家電ロボットに戻ってしまい、デュエルを続行出来なくなり敗北。戦いの後、SoulburnerはAiが予めロボッピに持たせておいた自身の居場所を記したデータを手に入れる。そこにリボルバーが現れ、データを渡すようにSoulburnerに迫るも拒否し、自身の因縁との決着を含めたデュエルを行い、熾烈を極めた戦いの末にSoulburnerが勝利を収め、リボルバーに罪を償う為に自首をするのでは無く、ロスト事件を忘れる事の無い為にネットワークの監視者になるように諭し、リボルバーはそれを受け入れて去って行く。その後、SoulburnerはデータをPlaymakerに託した。
後日、遊作はデータが示した場所へと向かう。その場所とはAiが制圧したSOLテクノロジー社のソルティス製造工場であった。そこで遊作は大量に生産されたAiの人間体を模したソルティスを目撃する。Aiはこのソルティスに自らの意志を与え、世に放つ事が最終目的だと遊作に教える。それを阻止するため、AiとPlaymakerと互いの存在を賭けた最後のデュエルを行い、Playmakerが勝利する。その後、Aiはデュエルで勝利して奪った人間達の意識データを解放し、最期に遊作が自身に付けてくれた名前である「Ai（アイ）」を気に入っていた事とその名前の意味を教えてくれた遊作への感謝の言葉を告げると共に消滅した。
三ヵ月後、平和を取り戻したLINK VRAINSにログインするPlaymakerと何処かのネット空間で目を醒ますAiの姿が描かれ、物語は幕を閉じる。

## 登場人物

### 主要人物
※人物名とアカウント名がともに明らかになっている登場人物は、人物名 / アカウント名で表記する。
藤木 遊作（ふじき ゆうさく） / Unknown（アンノウン）→Playmaker（プレイメーカー）
声 - 石毛翔弥、幼少期 - 大室佳奈
本作の主人公。目立つことを極端に嫌い学校でも目立たない16歳の高校1年生。「ハノイプロジェクト」で誘拐された子どもの一人。
クールで非常に頭が切れる相当な実力のあるハッカーで、状況や話し相手の考えを瞬時に判断する能力に優れている。何かの分析結果や理由を述べるときに3つの解答で答えるアイデンティティーを持つ。普段は制服姿だが、VR空間に入ると「アカウント名：Playmaker」となり、髪型や髪の色が変化し高速移動に適応したシャープなコスチュームをまとう。
普段は冷静沈着かつ無感情で、他人からの評価にも無関心だが、決して冷酷というわけでもなく、半端な気持ちでハノイの騎士絡みの事件に挑もうとする者に関わらないように忠告したり、ハノイの騎士が起こす事件を解決するために尽力する一面も持つ。
使用デッキは【サイバース族】で、エースモンスターは「コード・トーカー」モンスターと「ファイアウォール・ドラゴン」。カード効果を駆使して次々と連続でリンク召喚を行い、エースモンスターで倒す戦術を得意とする。スピードデュエル時の使用スキルは「Storm Access(ストームアクセス)」→「Neo Storm Access(ネオストームアクセス)」。またAi曰く、ネットワークの気配を感じる「リンクセンス」が優れており、デュエリストの気迫やモンスターの鼓動を感じる力を持っている。翔一と出会い始めの頃は、戦士族などで組み込んだスタンダードなデッキだったが、何者かがサイバース族のデッキを隠したという都市伝説を聞きつけ（後にAiが遊作にハノイの騎士を倒してもらうための武器として用意した物と判明）、ダンジョンを攻略して手に入れて以後、現在のデッキになっている。
10年前の「ロスト事件」の被害者であり、半年間の監禁生活を送るという壮絶な過去を持つ。当時の記憶は失っており、過去に起きた事件の真相を探り「失われた記憶」を取り戻すため、運命に挑むことを決意、「ロスト事件」が「ハノイプロジェクト」と呼ばれることから「ハノイの騎士」が引き起こしたものと考え、VRAINSに出没するハノイの騎士を追っている。その経緯から自身で『復讐』と形容できる程、「ハノイの騎士」に対して強い敵意を抱いており、彼らを倒すためPlaymakerに変身して人知れずデュエルを繰り広げている。
数々のデュエルを経て遂に｢ハノイの騎士｣のリーダー・リボルバーと対戦、一時はサイバース消滅という危機を迎えるが、持ち前のリンクセンスを発揮して危機を回避、デュエルの最中にAiの正体や10年前の出来事についての話を聞きつつ、Aiとのコンビネーションでリボルバーを撃破した。
後日ゴーストガールからデュエルを挑まれ、これに勝利、その報酬として手に入れたSOL テクノロジー社のデータバンクにアクセスするハッキングルートを使用して、自身の過去を知るためにSOLテクノロジー社に潜入、排除しに現れたプロトタイプAIデュエリストを撃退し、SOLテクノロジー社のデータバンクの侵入に成功、先に10年前の事件の真相を知った財前晃に復讐を諦めろと言われるが、それを拒否し彼とデュエル、デュエルの最中に現れたブルーエンジェルから事件の真相を聞かれたため、自身に起こった過去の全てを話した後、財前晃とのデュエルに勝利し「ロスト事件」の情報を手にした。
アナザー事件では三騎士の一人ファウストを倒すも、表に出なかったリボルバーを懸念、そんな最中に自身の「リンクセンス」が「ハノイの塔」が発する不穏な気配を捉え調査を行い、リボルバーに倒されたゴーストガールが託されたデータから「ハノイの塔」の全容を把握、リボルバーの野望を打ち砕くためGo鬼塚・ブルーエンジェルと共に「ハノイの塔」に向かい、その最中に出くわしたスペクターとデュエルを行うが、彼が自身と同じく「ロスト事件」の被害者だと知り動揺、更に財前晃を人質に取られ、他人に巻き込むことを嫌う正義感を逆手に取られる形で追い詰められていくが、財前晃の忠告と意を決した自決により、自らの迷いを振り払いスペクターに勝利した。宿敵リボルバーとデュエルをして敗北したGo鬼塚を見届けた後、リボルバーとスピードデュエルを行い、そこでAiが自身のデータを基に創られたイグニスだとリボルバーに聞かされ、リボルバーの戦術より引き分けになると強制的にログアウトされ、現実世界に戻ると、リボルバーの正体・鴻上了見の居所を突き止め彼に接触、了見から「ロスト事件」の真実を聞かされ、終止符を打とうと提案するが受け入れられず再びログインし、今度はマスターデュエルを行い、攻撃力3000のリンク4モンスターを5体も並べるリボルバーの戦術に絶体絶命に陥るが、リボルバーを救おうとする強い意志を持ってデュエルに挑み勝利を収めた。
騒動終了後、「ハノイの騎士」の壊滅と共にAiを人質から解放し別れるも、三ヶ月後に翔一の弟である仁が謎のデュエリストに襲われたことから新たな戦いに身を投じることになり、新生LINK VRAINSではイグニスを所持していることからSOLテクノロジー社に懸賞金が懸けられているが、遊作本人は上記の事件が発生するまではLINK VRAINSにログインしていなかったため知らなかった。ボーマンとハルがSOLテクノロジー社の最下層にある進入禁止エリアに入ったことにより手がかりを求め、新たな仲間・Soulburnerと共に目的地を目指し、途中でブラッドシェパードとの追撃から逃れ、無事進入禁止エリアにある「風のワールド」に到着すると、そこで出会った風のイグニス・ウィンディの証言をもとに最果ての地に向かい、最果ての地で再びボーマンと対峙、デュエルを行うも、彼から「俺こそ本物のPlaymakerだ、お前は偽物だ」とロスト事件の記憶が曖昧なため彼からの衝撃の事実に惑わされ、マスターデュエルなのにスキルが発動することが可能など人智を超えた力で追いつめられるも、ボーマンの事実にリボルバーのことが語られなかったため、自分の記憶が正しいと確信、Playmakerの手の内を知るというボーマンの豪語にのまれず、さらなる戦術で逆転勝利するも、「風のワールド」が崩壊し、仁に関する手がかりを何一つ手にすることができなかった。
その後の捜索の中、光のイグニス・ライトニングがサイバース世界を滅ぼした犯人だと知り、さらに仁の意識データを奪ったボーマンとハル、風のイグニス・ウィンディがライトニングの仲間だと知り、彼らの野望を阻止すべく追いかけ、そこでボーマンに妨害されたことで三度目のデュエルを行い、辛くも引き分けに持ち込んだことで彼の成長に恐ろしさを感じるようになる。
ライトニングとの戦いに備え、Soulburner・ブルーメイデン・ゴーストガールを新生LINK VRAINSに来させるようリボルバーから頼まれ、彼から停戦協定と協力を持ち出される。旧LINK VRAINSにハノイの塔を使ってミラーLINK VRAINSを引き寄せるスキャンプログラムの鍵を翔一と共に制作し、Soulburner・ブルーメイデン・リボルバー・スペクターの5人でミラーLINK VRAINSに赴き、仲間と散り散りになった後、ライトニングの策略により敵になった草薙とデュエル、最初は信頼する草薙への攻撃に躊躇していたが、対峙することを想定したときに交わした翔一との約束を思い出し意を決して翔一を仕留め、その時の精神的ショックから翔一とのデュエル終了後に気絶してしまうが、夢の中での翔一の呼びかけで起き出してリボルバーのいる花園エリアに移動し、リボルバーとライトニングのデュエルを観戦、その後ボーマンとの最後のデュエルを行い、ボーマンの「キメラ・ハイドライブ・ドラグリッド」を「サイバース・クロック・ドラゴン」で撃破した直後、新たなモンスター「パーフェクトロン・ハイドライブ・ドラゴン」をリンク召喚した事により窮地に陥っていたが、イグニス達から「ファイアウォール・ドラゴン・ダークフルード」を託されてリンク召喚し、ボーマンの「パーフェクトロン・ハイドライブ・ドラゴン」を撃破したのと同時にデュエルに勝利した。
ボーマンとのデュエルに勝利後に別れたAiがSOL テクノロジー社に敵対していると財前から聞き、最初はAiと戦うことに戸惑うもAiに罪を重ねさせない事が相棒の務めとして新たな戦いに身を投じた。
Aiの手掛かりを求めて、再開したLINK VRAINSにログインし探してたところ、Soulburnerとロボッピのデュエルが始まっていたのを観戦、デュエルの最中にロボッピの異常が起きたことで決意を固め、Soulburnerに止めを刺すよう促した。更にリボルバーが現れてしまいSoulburnerとリボルバーのデュエルを見届け、Soulburnerの勝利でAiからのメールを受け取った後単身でSOL テクノロジー社の生産工場に赴きAiの野望の阻止と奪われた仲間たちを取り戻すため、Aiと互いの存在を賭けたデュエルを行い、Aiがリンク召喚したジ・アライバル・サイバース＠イグニスターで窮地を陥るもリンク4のアクセスコード・トーカーをリンク召喚して逆転し、最後はコード・ハックの効果で攻撃力をアップしたデコード・トーカーの攻撃で勝利を納めた。現実世界に戻った時はAiのソルティスを抱いて涙を流した後、Aiとのデュエルから旅立ち、三ヵ月後に再びLINK VRAINSにログインして帰って来た。
Ai（アイ） / 闇のイグニス
声 - 櫻井孝宏
物語の重要なカギを握る謎のAI（エーアイ）。周囲の狙う者達からは研究時の名前である「イグニス」と呼ばれている。「Ai（アイ）」という名前は遊作が命名。翔一の「名を付けないか？」との提案で、「AI（エーアイ）だから」という理由で名付けられ、翔一も「どうせ目（EYE〈アイ〉）しかないし」と同意されたため、ダブルミーニングの意を込められ呼ばれるようになる。
使用デッキは【＠イグニスター】。サポート魔法・罠カードには自身の名である「Ai」と名の付くカードを使用する。
軽口を叩く飄々とした性格の持ち主で、遊作のことは「遊作」「Playmaker」と呼び分けている。遊作がスピードデュエルを始めるときは「風を掴め、Playmaker!!」と檄を飛ばす。遊作と数々のデュエルを経ていくにつれて、友情や仲間意識が芽生えていく。遊作からはデュエル中に叩く軽口やお調子者な性格が原因で冷たくあしらわれているが、内心では「相棒」として認められている。サイバース世界にいた頃は他のイグニス達がサイバース世界の拡充に勤しむ中、一人だけリンクリボーと遊んでサボっていた。しかしその行動が理性だけであった他のイグニス達に個性と自我を芽生えさせ、サイバース世界をより複雑で高度な存在へと昇華させることに繋がった。この事実からリボルバーやライトニングから「異端」と呼ばれる。
第3シリーズからは青年の容姿に変化し、上記のイグニスの時の性格より落ち着いた雰囲気を持つが、所々元の性格が窺える。両耳にイグニスの姿と同じイヤリングを付けている。ミラーLINK VRAINSの戦いを終えた直後、イグニス達の末路を見て人間達と共存せず敵対し支配すると言うライトニングの意志を継ぐ事を決意し、Playmakerとは袂を分かち独立して動きだす。SOL テクノロジー社が開発した人型アンドロイド「SOLtiS」の存在で電脳世界だけでなく人間世界での行動も自由になった。
物語の五年前、襲撃してきたリボルバーからサイバース世界をネットワーク内に隠したため、ハノイの騎士やSOLテクノロジー社から追われる身となる。LINK VRAINS内を逃亡していたところを遊作の罠にかかり捕獲され、彼のデュエルディスクにプログラムとして取り込まれて以後、遊作と協力し合ってデュエルを行う。
リボルバー曰く、正体は鴻上博士が作り出した「意思」を持ったAI。子供の頃の遊作が繰り広げられたデュエルを学習して生まれてきたAIでもある。
リボルバーが仕掛けた罠によって、一時消滅しかけたがPlaymakerの呼びかけで復活した。Playmakerがリボルバーとのデュエルに勝利しリボルバーが保有するデータの一部を捕食したことで、自身の身体のデータを取り戻し元の姿に戻れるようになった。
「ハノイの塔」の騒動終了後、遊作に人質から解放されてサイバース世界に帰って行ったが、既に何者かの手によってサイバース世界が滅ぼされていた為、唯一生き残っていたリンクリボーと共に遊作の元に戻ってくる。
その後も再びPlaymakerと共にサイバース世界を滅ぼした敵の正体と仁の手掛かりを探していたが、その最中仮のサイバース世界でウィンディと行方をくらましていた光のイグニス・ライトニングから人間を支配する新たな世界を構築する計画に勧誘される。しかしPlaymaker等人間と一緒にいたことで人間の可能性を信じていたため、その勧誘を蹴るも駆け付けたPlaymakerと共にウィンディが発生したデータストームに消去されかかる。しかしリボルバーの乱入で免れ、ウィンディとリボルバーとのデュエル後改めてライトニング達と敵対することを決める。
Playmakerとボーマンのデュエル中にボーマンのスキル「Master Storm Access」を発動するためのニューロンリンクが再び起動してしまいもう一度破壊するために自身を犠牲とするが、ロボッピの体内に組み込んだバックアップシステムで復元する。その後ボーマンの体内に侵入しイグニス達の救出を試みるが救出できず、自身を除くイグニス達から「ファイアウォール・ドラゴン・ダークフルード」のカードを創造し託されてPlaymakerの元に戻った。ミラーLINK VRAINSの戦いが終わった後ボーマンに吸収されたイグニス達を救出できなかった事に後悔を抱き、遊作に別れを告げずサイバース世界に帰還し自身以外のイグニス達の墓標を建てた。サイバース世界に帰還してから自身のイグニスの姿を捨て、同じ人間の姿に変化したロボッピと共に上記の通り行動する。
手始めにSOL テクノロジー社トップのクイーンを始末しコードキーを手にすると、もう一枚のコードキーを持つ晃に犯行予告を送り3日後実行に移した。事前にコピーAiを3体作成し、遊撃で迎えるPlaymaker・Soulburner・リボルバーの3人の動きを封じると、本体である自身はハノイの三騎士やスペクターを次々と倒していき、立ちはだかるGo鬼塚とデュエルを行う。諦めないGo鬼塚に翻弄されつつも最後は消滅していった仲間への思いを語り勝利する。
その後、現実世界で晃を追いかけて行った先でパンドールと遭遇しデュエルを行う。パンドールをデュエルで退けた後、晃の意識に侵入し晃とブルーメイデンの前に現れる。彼らと1vs2の変則デュエルをすると、ブルーメイデンに仲間を失った哀しみをぶつける。彼らとのデュエルを制すると、晃が持つコードキーを手に入れる。
２つのコードキーを手に入れてSOL テクノロジー社を乗っ取ってからはLINK VRAINSを再開させ、SOL テクノロジー社をソルティスで警備をさせて、事実上の閉鎖状態にする。ロボッピに対し、先のコードキー奪取計画でゴーストガールらを倒した褒美として、ロボッピにPlaymaker宛てのメールとLINK VRAINS内にある「家電の島」を与え、そこの王に任命した。ロボッピとSoulburnerとのデュエルでは何時もの衣装では無く、応援しやすい衣装で陽気にロボッピを応援していたが、ロボッピが元々がお掃除用のAIプログラムであった為、デュエルの情報量による負荷とイグニスのプログラムに耐えられなくなり、Aiに出会う前の家電ロボットにまで初期化してしまった光景を見ると、デュエルに敗北して消えゆくロボッピに、良い奴だった事と今回の騒動に巻き込んでしまった事に対して謝罪をし涙を流した。
遊作が単身にSOL テクノロジー社を入り込んできたのを歓迎し、自身のコピーとなるソルティスを世に放つ目的だと遊作に教える。Playmakerと互いの存在を賭けたデュエルを行う。属性の異なる六つの＠イグニスターをリンク素材にジ・アライバル・サイバース＠イグニスターをリンク召喚し優位に立ったが、アクセスコード・トーカーとの戦闘で破壊されるところグッサリ＠イグニスターの効果で互いのモンスターの攻撃力を3000にして相討ちとなる。自身の最後のターンにダークナイト＠イグニスターで攻撃宣言時にAi打ちとのコンボで勝利を狙ったが、攻撃力を上げたデコード・トーカーの反撃で敗北する。デュエルの敗北で消えてしまう前に奪った人間達の解放、遊作から名付けてくれた名前について適当だったのか質問すると、遊作からは「人を愛するAi」と答えられ、遊作に愛していると言い満足そうな笑顔で消滅した。
三か月後には何処かで目だけの状態で復活を遂げる。
穂村 尊（ほむら たける） / Soulburner（ソウルバーナー）
声 - 梶裕貴、幼少期 - 稲瀬葵
本作のもう一人の主人公的存在。第48話で初登場し、第50話においてデンシティ・ハイスクールに転校して遊作のクラスメイトとなる。学校での一人称は「僕」で大人しい性格だが、LINK VRAINSにログインすると一変、一人称は「俺」に変わり、熱血漢な性格になる。一方、機械やネット技術には疎い。また幽霊やお化けの類いが苦手であり、不霊夢を初めて見た時は「付喪神!?」っとびびっていた。
使用デッキは【転生炎獣（サラマングレイト）】。スピードデュエル時の使用スキルは「バーニング・ドロー」。同名モンスターであれば召喚条件を無視してリンクモンスターを召喚できる「転生リンク召喚」を行う。事件のトラウマの影響で引きこもっていた頃は【炎属性・戦士族】。
ロスト事件＝ハノイプロジェクトの被害者の1人であり、事件のトラウマに加え、ロスト事件中に両親を事故で亡くしたことから塞ぎ込んでいた。事件から解放後、祖父母（声 - 田原アルノ（祖父）、声 - 寺内よりえ（祖母））に引き取られる。祖父母の家で暮らしている頃は、学校にあまり通わず、幼なじみの上白河綺久（声 - 島袋美由利）からも心配されていた。ある日、ハノイの騎士に立ち向かうPlaymakerやGo鬼塚の姿を見て、運命に立ち向かうことを決意してデュエリストとなり現在に至る。後に自らの正体を明かした上で不霊夢と共に遊作の前に姿を見せ、彼に協力することを誓う。
SOLテクノロジー社の進入禁止エリアの潜入作戦に遊作と同行する。潜入中、かつて憧れの対象であり現在バウンティハンターとして現れたGo鬼塚とデュエルし、彼に熱い想いをぶつけ勝利する。「風のワールド」に着くとそこで出会った風のイグニス・ウィンディの依頼を聞き、同じ潜入調査にやってきたブルーガールとイグニスをかけてデュエルを行う。彼女のバーンコンポの苦しめられるも、「融合召喚」を用いて形成を逆転し勝利を収める。「風のワールド」が崩壊するとPlaymakerと共に脱出する。
再びゲートが現れた情報が入るとPlaymakerと共に向かうが、ブラッドシェパードが仕掛けた罠だと気付くとPlaymakerをかばい、代わりに異空間に吸われる。そこで過去の記憶やトラウマをブラッドシェパードに覗かれてしまい、彼とのデュエルでトラウマの「闇より出でし絶望」を召喚されるも、トラウマはすでに克服しており、精神が動揺する演技まで出来るようになっていた。草薙とゴーストガールの手助けでブラッドシェパードとのデュエルは引き分けに終わる。
ライトニングとの戦いに備えるためにリボルバーから停戦協定と協力を持ちかけてきたが、ロスト事件の影響で両親が亡くなった怒りをリボルバーにぶつけてデュエルすることになる。しかし彼がデュエル中に何もしないままターンを終了し、自身は直接攻撃で勝利するはずが戦意喪失で中断する。その後リボルバーとはライトニング達との戦いの後に再戦する約束をしPlaymaker達とミラーLINK VRAINSに赴く。仲間と散り散りになった後、ウィンディとデュエルをする。パートナーを不要と述べるウィンディを相手に不霊夢と力を合わせて勝利を収める。勝利後ライトニング達が張ってる結界に閉じ込められ仲間達とのデュエルを観戦するが、Playmakerと草薙とのデュエルを見て激昂する。結界が解かれた後怒りのまま歩を進め、出くわしたボーマンとデュエルを行うが、ボーマンの圧倒的な力で敗北し、Playmakerに託してデータ化され吸収された。ミラーLINK VRAINSの戦いが終わったのと同時に意識を取り戻した。
ライトニングが引き起こした事件を通してロスト事件の真相と真実を知り終わってから故郷に帰るのを考えた直後AiがSOL テクノロジーのトップのクイーンを襲ったのを知り、Den Cityに留まるのと同時に再び戦いに身を投じる。
Aiの手掛かりを求めて、再開したLINK VRAINSにログインし探してたところ、LINK VRAINSの一画にある「家電の島」でロボッピを見つける。Aiの居場所をロボッピから聞き出すためにデュエルを行い、ロボッピの実力に苦戦をしあと一歩まで追い詰められるも、ロボッピがプログラムの限界を迎えて初期化してしまった事で最後の攻撃を免れ、辛くも勝利する。その後Aiの手掛かりとなるPlaymaker宛てのメールを入手した直後リボルバーが現れれてしまい、リボルバーにボーマンの時のデュエルの決着がついてない事を言い、メールをかけて互いに全力のデュエルを行い、デュエルの中で自分の中にある過去の呪縛を取り払い勝利する。そしてリボルバーに対して罪を償う為に自首をするのでは無く、ロスト事件を忘れる事の無い為にネットワークの監視者になるように言う。
PlaymakerとAiのデュエルから三ヵ月後、故郷の実家から綺久と共にLINK VRAINSへログインする。
不霊夢（フレイム）
声 - 八代拓
Aiと同じイグニスの一体で尊のパートナー。冷静な性格でデュエル中熱くなるSoulburnerを嗜めながら助言・協力する。Soulburnerがスキル「バーニングドロー」する際には、「魂を燃やせ、Soulburner!!」と檄を飛ばす。
Aiやアクアと共に人間に好意を寄せているイグニスで、パートナーの尊とは出会って最初のデュエルで彼のトラウマを克服するキッカケを作り、そこから彼と深い絆を結んでいく。ロスト事件の被害者達には自身を含むイグニスの生まれた経緯から深い敬愛精神と感謝を持っており、些細な理由でパートナーに危害を加えたウインディの行動には怒りを見せた。しかし、SoulburnerとボーマンのデュエルでSoulburnerが敗北しウィンディと共にボーマンに吸収される。
PlaymakerとボーマンのデュエルでAiがボーマンの体内に侵入しイグニス達を救出しようとした際に「ファイアウォール・ドラゴン・ダークフルード」のカードを創造しAiに託す。その後ボーマンの体内に覆い尽くし融合されてしまい、そのデュエルで彼が敗北したのと同時に消滅する。
Soulburnerとリボルバーの二度目の戦いでは、迷い悩むSoulburnerの前に幻影として現れ、彼に最後の叱咤激励し消えていった。
財前 葵（ざいぜん あおい） / ブルーエンジェル→ブルーガール→ブルーメイデン
声 - 中島由貴
本作のヒロイン。遊作のクラスメイトで愛らしい姿の少女で、財前晃の妹。16歳。デュエル部所属。LINK VRAINS使用時のアバターは背中に羽が生えた青い衣装を着たアイドル。
遊作と同じく普段はクールな性格で、落ち着いた雰囲気だが、VR空間に入ると「アカウント名：ブルーエンジェル」になり、人気の高いカリスマデュエリストとして活躍する。一般には正体は知られていないが、兄・晃にはバレておりアイドル活動を反対されている。また「ハノイの騎士」が電脳ウィルスを仕込んだカードを使った件でSOLテクノロジー社にも正体がバレている。
子供のころに読んでいた絵本「ブルーエンジェル」がアカウント名の由来。絵本の主人公に自身を投影してアカウント名にしている。
使用デッキは【トリックスター】。カード効果を駆使して、効果ダメージで相手のライフポイントを削り切る戦術を取る。スピードデュエル時のブルーエンジェルの使用スキルは「トリックスター・フロード」。ブルーガールの使用スキルは「トリックスター・ギグ」。
ブルーメイデンとなってアクアと共闘してからの使用デッキは【海晶乙女（マリンセス）】。スピードデュエル時の使用スキルは「シェイプ・オブ・シー」。
実は晃とは血は繋がっておらず、お互い連れ子同士であるが、晃に深い愛情を抱いており、晃に認めてもらうためPlaymakerに勝負を挑む。そのデュエル中にハノイの騎士から受け取ったカードを使い暴走してしまう。Playmakerとのデュエルに敗北後、カードに仕込まれていた電脳ウィルスの副作用として眠りについてしまう。Playmakerがリボルバーとのデュエルに勝利したことで、電脳ウィルスの除去プログラムが注がれ目を覚ました。その後は兄の命令で、外出やログインを禁止されており、兄とゴーストガールの話を盗聴していたが、ゴーストガールに気づかれてしまう。しかしゴーストガールから名誉挽回のチャンスを与えられ、SOLテクノロジー社のマザーコンピュータに侵入したPlaymakerのピンチに駆けつけた。プロトタイプAIデュエリスト1体を倒し、SOLテクノロジー社のデータバンクに到達。晃とPlaymakerのデュエルを扉の脇で観戦する。しかしデュエルの最中に語られる10年前の事件を知るために、2人の前に現れPlaymakerにそのことを尋ね、Playmakerの身に起こった出来事を知る。
アナザー事件では晃の愛情を知り、ブルーエンジェルとして活動する意味を失い迷っていたところ、自らゴーストガールと明かしたエマと接触。彼女に焚き付けられ、機嫌が悪いままログインした場でバイラに出くわす。彼女が電脳ウィルスに関係していることを知ると、彼女にデュエルを申し込む。事前に自身のデッキ対策を仕込んでいたバイラの戦術に苦戦するが、リスクを恐れない姿勢が奇跡を呼び彼女とのデュエルを制し、結果的にアナザー事件の被害者達を助けた。「ハノイの塔」が引き起こした事件も解決するために、PlaymakerとGo鬼塚と協力して三方向に向かっていく中、自身に電脳ウィルスを仕込んだ張本人・スペクターと出くわしデュエルする。次々と繰り出す戦術を防いでいく彼の戦術と共に上記のアカウント名の由来や自身の過去を用いたスペクターの精神攻撃に翻弄され敗北してしまう。その後、駆けつけてきた晃の目の前でデータ化し、ハノイの塔に吸収されてしまったが、後にPlaymakerがハノイの塔を崩壊させた際にデータが戻った為、現実世界で意識を取り戻した。
新生LINK VRAINSでは以前と変わらず、カリスマデュエリストとして活動していたが、後に晃からイグニスの捜索の依頼を受け、ゴーストガールと共に新生LINK VRAINSの最下層の調査に赴く。この際、アバターを『トレジャースタイル』に変更し、それを見たゴーストガールの発言からアカウント名を『ブルーガール』に改める。無事調査区域の潜入に成功するとそこで出くわした、Soulburnerとイグニスをかけたデュエルを行う。自身のデッキを分析し弱点である攻撃力の弱さを克服した戦術でSoulburnerのライフを削っていくも、それを逆にSoulburnerに利用され攻撃力アップに繋がれてしまい敗北、ログアウトする。
アースがSOLテクノロジー社によって分解された事件からイグニスが人間と同じ意志をもつAIと言うことから意識を改め、エマと共にブラッドシェパードに狙われていたアクアを救助する。この際、アクアが生き別れとなった自分のかつての友人である少女・美優を基にしたイグニスという事を知り、美優を救うためにアクアと協力関係を結びつける。水のテーマとなる大人びたアバターに変え、アカウント名を「ブルーメイデン」に改める。
ライトニングの戦いに備え、リボルバーから停戦協定と協力を持ちだされ、旧LINK VRAINSにハノイの塔を使ってミラーLINK VRAINSをお引き寄せるのを知り、Playmaker達とミラーLINK VRAINSに赴く。ミラーLINK VRAINSに着いた矢先にビットとブートとのデュエルを行っていた直後ハルとのスピードデュエルを行い勝利する。データストームが収まると待ち構えていたボーマンとデュエルを行う。LINK VRAINSと一体化した彼の力に心が折れそうになるもデュエルを見守っていた晃に励まされ善戦する。しかしボーマンの圧倒的な力に敵わず敗北しデータ化され吸収されてしまう。ミラーLINK VRAINSの戦いが終わったのと同時に意識を取り戻した。
SOL テクノロジーのトップのクイーンを襲ったAiは次のターゲットを晃に狙いを付けられているのを知らされ護衛を引き受ける。Aiと戦う前日にPlaymakerの正体が遊作だと知るようになり、彼を尊敬し握手を交わした。Aiの反乱に再び戦いに身を投じてから晃と共にPlaymaker達とは別の異空間にログインして避難していたが、Aiに突き止められ晃とタッグを組んでデュエルする。Aiに自身がアクアを失った哀しみを重ねて、凶行を止めるように説得するも失敗し、デュエルでも敗北してしまう。自身は晃と共に意識を失う覚悟だったが、Aiの気まぐれによって意識データを奪われなかった。
PlaymakerとAiのデュエルから三ヵ月後、遊作から連絡が来ていないか翔一に訪ね彼の帰りを待っていた。
アクア
声 - 川澄綾子
水属性のイグニス。イグニス達のサブリーダー。嘘と真実を見分ける能力に長けている。葵の親友の美優をモデルに作られた。
アースにイグニス同士で「人間と共存する」側と「人間と敵対する」側に分裂することを伝える。ライトニングが旧サイバース世界を滅ぼす為にリンクマジックを作成している所を目撃するが、口封じのために彼によってLINK VRAINS内に幽閉されていた。幽閉されていた場所をアースが見つけ出し脱出する。
昏睡状態の美優を救おうとして失敗した際に、彼女の記憶の断片を得ておりブラッドシェパードから自分を救出したブルーガールの正体である葵のことを知っており、美優を救うという目的が一致していることから、葵と協力関係を結びパートナーとなる。
ミラーLINK VRAINSの戦いでブルーメイデンとボーマンのデュエルでブルーメイデンが敗北しアースの残骸データと共に吸収される。
PlaymakerとボーマンのデュエルでAiがボーマンの体内に侵入しイグニス達を救出しようとした際に「ファイアウォール・ドラゴン・ダークフルード」のカードを創造しAiに託す。その後ボーマンの体内に覆い尽くし融合されてしまい、そのデュエルで彼が敗北したのと同時に消滅する。
草薙 翔一（くさなぎ しょういち） / Unnamed（アンネームド）
声 - 木村昴、幼少期 - 武藤真子
遊作と共通の目的をもつハッカー。普段はホットドッグ屋を営む一方、Playmakerのデュエルの時は後方支援している。
使用デッキは【コードブレイカー】。
積極的に遊作の協力を行うが、遊作がハノイとの闘いに身を投じている現状には「巻き込んでしまって済まないと思っている」と後悔の念を示している。ロスト事件の真相を追いかけていき、Playmakerと共に真相を突き止めた。
ライトニングに弟の仁の意識データを奪われ人質に取られると、ライトニングの指示に従いPlaymakerと対決する。仁を救い出すため相棒のPlaymakerに容赦なく襲いかかる。しかしPlaymakerとは事前に想定して約束を交わしており、意を決したPlaymakerの攻撃を受けて敗北、後のことをすべて託して消滅した。ミラーLINK VRAINSの戦いでPlaymakerとデュエルする前からミラーLINK VRAINSの結界を破壊するプログラムを作りかけていたのを、現実世界からそのプログラムの制作と支援をハノイの三騎士に引き継がせた。ミラーLINK VRAINSの戦いが終わったのと同時に現実世界で意識を取り戻した。ミラーLINK VRAINSの一件の謝礼として遊作と尊のコーヒーは一生タダにするとした。
PlaymakerとAiのデュエルから三ヵ月後、連絡の来ない遊作がいつ帰ってきてもいいようにDen Cityでホットドッグ屋を続けていくことを葵に明かし、遊作の帰りを待っていた。
アニメの次回予告では草薙がナレーションを行っている。
鬼塚 豪（おにづか ごう） / Go鬼塚
声 - 濱野大輝
筋骨隆々な肉体派デュエリストで、現在「LINK VRAINS」内のカリスマデュエリストランキング1位。
VR空間に入ると、「アカウント名：Go鬼塚」になる。Playmakerと違って、LINK VRAINS使用時のアバターは本人と同じ。自身の心情やデュエルスタイルに理解が深いマネージャー（声 - 津田英三）が付いている。ヒールスタイルで闘うときは「ダーク鬼塚」となる。また、別のプレーヤーに成りすますことを得意としており、自身が希望するデュエルの対戦相手をおびき寄せるのに多用する。
使用デッキは【剛鬼】。一回ピンチを演出して逆転するプロレスの様なエンタテインメントなデュエルをする。スピードデュエル時の使用スキルは「闘魂」。Playmakerとの決闘を経て自身の今までのファイトスタイルが時代遅れだと悟り、勝つためには手段を選ばないで圧倒的な強さで勝利する新たなファイトスタイル「ヒールスタイル」に転向する。
カリスマの名を捨てバウンティ・ハンターに所属してる時の使用デッキは【ダイナレスラー】。スピードデュエル時の使用スキルは「ダイナレッスル・レボリューション」→「アンチスキル」。
第3シリーズより再び【剛鬼】となる。これはPlaymakerとのデュエルの敗北後、生死の境をさまよって目を覚ました時に自身を慕う孤児院の子供達の姿を見て改心したためである。
孤児院出身で自身のパフォーマンスで孤児院の子供たちのヒーローとなっていたが、Playmakerが現れて子供たちの興味が移って以降、彼をライバル視しておりデュエルを繰り広げる。互いに全力を尽くした熱いデュエルを行ったことにより、負けはしたものの互いの実力を認め合った。
アナザー事件で同じ施設出身の友である君島マコト（声 - 鈴木崚汰）が被害に遭ってしまい、彼を救い出すため元凶であるドクター・ゲノムにデュエルを挑む。自身の新たなスタイル「ヒールスタイル」で挑むも、モンスター効果を駆使して迫る彼のデュエルスタイルに押されてしまう。そこに突如現れたPlaymakerに貶され奮起し「ダーク鬼塚」を捨て新たなGo鬼塚として、ドクター・ゲノムが想定する以上にプレーヤーとして進化したことで勝利を収める。約束どおりウィルスの除去プログラムを手に入れ、君島マコトを救うことが出来た。この事がキッカケで「ハノイの騎士」に敵意を抱き、Playmakerと協力しあって戦っていく。Playmakerより先に「ハノイの塔」に到着し待ち構えていたリボルバーと対戦。序盤は多数の剛鬼モンスターを展開し優勢に持ち込むが、リボルバーが仕掛けた罠カード「聖なるバリア −ミラーフォース−」の効果でモンスターが全滅し劣勢に追い込まれる。その後も挫けず場を立て直し、挑み続けたが最終的にリボルバーに敗れ、Playmakerに後を託す形で「ハノイの塔」に吸収されたが、後にPlaymakerがハノイの塔を崩壊させた際にデータが戻った為、現実世界で意識を取り戻した。
新生LINK VRAINSではPlaymaker、ブルーエンジェルと共にハノイの騎士と戦った事を賞賛されつつも、世の関心は完全にPlaymakerに向いていた事から「Playmakerを倒さなければ、今の自分を超える事は出来ない」と考え、自らカリスマデュエリストの座を捨てた後にバウンティ・ハンターに所属。クイーンを通じた財前晃の命を受けてPlaymakerの行方を追っている。その後、進入禁止エリアでPlaymakerを追跡している時に共に行動していたSoulburnerに立ちはだかれ、デュエルするも敗北。彼からはカリスマデュエリストとしての鬼塚の事を尊敬していると言われるも、それを捨てた決意が揺らぐ事を恐れた事から冷たく突き放している。
その後は戦線に姿を現さずにいたが、アースがアクアを連れ出したタイミングで再登場。SOLが用意したAIチップを脳内に埋め込んだことから体格が以前と違って痩せ細り、幾多にも及ぶシミュレーション・デュエルの果てに『思考領域拡張 ブレイン・ハック』という鬼塚曰く「人間の領域を超えた力」を手に入れた。イグニスを捕らえるためにアクアを庇うアースとデュエルを行ない、これに勝利。アースの身柄を回収した後にPlaymakerに勝負を挑もうとするも、クイーンの命で強制ログアウトさせられた。
その後、アースのデータを察知したPlaymakerとデュエルを行う。その際、アースのデータを自分のAIチップに取り込み掌握した事実を明らかにし、アースのモンスターだった《Ｇゴーレム・クリスタルハート》をリンク召喚した。
その後もPlaymakerの戦術を全て見切り、Neo Storm Accessもアンチスキルで無効にし、Playmakerのライフポイントを100まで追い詰めたが、Neo Storm Accessのもう１つの効果で計算が狂い始める。最後は新たなエクシーズモンスター「ファイアウォール・Ｘ・ドラゴン」に敗れ、悔し涙を流しながら彼の身を案じた晃の手で強制ログアウトさせられる。
第3シリーズより復活しPlaymaker達と共に晃の護衛に加わる。本体のAiに遭遇しデュエルを行う。ピンチになりつつも諦めずにデュエルを続けたが「Ai打ち」の効果で敗北し消滅された。PlaymakerがAiとのデュエルで勝利したことで意識を取り戻す。
三ヵ月後にはデュエルに勝利し、自身の誇りを取り戻した姿が映されている。

### SOL テクノロジー社
ルーク
声 - 巻島康一
SOLテクノロジーのトップ。
ナイト
声 - 矢野正明
SOLテクノロジーのトップ。
ビショップ
声 - IKKAN
SOLテクノロジーのトップ。財前晃にイグニスの捕獲を命じる。
クイーン
声 - 小山めぐみ
SOLテクノロジーの新たなトップ。前の役員（ルーク、ナイト、ビショップ）が更迭されたため君臨した。イグニスと行動を共にするPlaymakerを捕獲すべく財前晃に指名手配するよう命じた張本人でもある。
使用デッキは【魅惑の女王】。使用スキルは「ハニートラップ」。
「女王」のコードネームを持つにふさわしい傲慢で冷酷な性格の持ち主で、SOLテクノロジーの業績を上げる為ならば、倫理を平然と無視した手段の行使も厭わない事から、晃本人には内心反感を抱かれており、自身もまた失敗の多い彼を目障りに思っている模様。
社に所属するバウンティハンターとなった鬼塚剛に新開発したインプラントチップを脳内に埋め込むよう命令し、それによってイグニスの一人であるアースを捕獲する事に成功。更にはそのデータを解体しただけでなく、鬼塚に埋め込まれたインプラントチップにデータを移植して強化する命令まで行っており、それを咎めた晃に対しても悪びれた様子も見せなかった事で、更なる反感を抱かせている。
SOL テクノロジー社の乗っ取りを目論むAiにコードキー奪取及びアースの仇目的でデュエルを挑まれ敗北し、意識を失ってしまう。PlaymakerがAiとのデュエルで勝利したのと同時に意識を取り戻した模様。
キング
声 -
SOL テクノロジー社の大株主達。作中では3名はいた。
クイーンが倒れた直後、財前に事態の収拾を命じる。
財前 晃（ざいぜん あきら）
声 - 山本匠馬
財前葵の兄。年齢は26歳。セキュリティ部長→データ機材管理課長→セキュリティ管理部長兼、バウンティハンターチーム・リーダー→専務。LINK VRAINS使用時のアバターは本人と同じ。
使用デッキは【ティンダングル】。リバースモンスターの効果を駆使して、相手の攻撃の手を緩めさせ反撃をうかがう戦術を取る。
実は葵とは血は繋がっておらず、お互い連れ子同士であったが、両親の死後、葵の親代わりとなって彼女を育てていた。葵のことを第一に身を案じており、彼女を救うためだったら、自身の進退を問わないほど大事に思っている。
Playmakerとリボルバーのデュエルを見て秘密の一端を知ったため、現在の職から降格され、機材管理の課長という閑職に追いやられている。SOLテクノロジーが持つ真実を追い求めるためゴーストガールの協力を得て、SOLテクノロジー社のマザーコンピュータに侵入。無事データバンクに侵入し10年前の出来事を知ることに成功した後、現れたPlaymakerの前に立ちはだかる。彼に10年前の事件から手を引けと説得するが、応じずデュエルを挑まれたためマスターデュエルを受ける。デュエル中も説得を試みるも、復讐を諦めないPlaymakerに押され敗北、ロスト事件に関するデータをPlaymakerに渡ってしまう。
「ハノイの塔」の事件の際にはスペクターの罠にかかり、電脳ウィルスが仕込まれた茨の檻に拘束される。後にスペクターがPlaymakerとのデュエルの際に自身が有利に立つための人質として利用されるも、Playmakerの迷いを断ち切るために自ら檻に手をかけた。その後はPlaymakerに後を託し、自身はデータ化され『ハノイの塔』に吸収されたが、後にPlaymakerがハノイの塔を崩壊させた際にデータが戻った為、現実世界で葵と共に意識を取り戻した。
新生LINK VRAINSでは以前の役員が更迭されたため、再び管理部長の座に尽くが、同時に新たな上司であるクイーンの指示の元、バウンティハンターチームのリーダーとなり、自身の恩人であるPlaymakerの行方を追うこととなる。その一方でエマと葵に頼み込みSOLテクノロジーより先にイグニスの秘密を掴もうとする。
イグニスを確保するために手段を選ばないクイーンのやり方には疑問を持っている。
新生LINK VRAINSにライトニングが宣戦布告してきたのを遊作から背中越しでの密会に知らされ、不測の事態に備えて新生LINK VRAINSのセキュリティを見直し調整を行っている。
Playmakerとボーマンのデュエル中にボーマンのスキル「Master Storm Access」を発動するために新生LINK VRAINSとミラーLINK VRAINSにニューロンリンクが現れてしまい、彼のスキルを止めるためにゴーストガールとハノイの三騎士とやむを得ず協力する。作業中にボーマンに気付かれたのをゴーストガールに庇われるもニューロンリンクの破壊寸前に犠牲となってしまい、抜け殻の状態で運良くニューロンリンクの一度目の破壊に成功する。ミラーLINK VRAINSの戦いが終わったのと同時に意識を取り戻した。
ミラーLINK VRAINSの功績からSOL テクノロジー社のNo.2として専務に昇格する。クイーンが倒れるとAiから自身が持つコードキーを奪うために襲撃する予告を受け、各実力者を集い自身の護衛を依頼する。Aiと戦う前日に街に散歩していたところ葵に見つかり、更に遊作と再会し彼自身がPlaymakerの正体だと知るようになる。Aiとの戦いにブルーメイデンと共にPlaymaker達とは別の異空間にログインして避難していたが、Aiに突き止められてしまう。ブルーメイデンとタッグを組んでデュエルするも、敗北してしまいコードキーごと意識データを奪われてしまう。PlaymakerとAiのデュエルでPlaymakerの勝利したのと同時に意識を取り戻す。
PlaymakerとAiのデュエルから3ヵ月経ってSOL テクノロジー社のCEOのトップに立つ。
北村（きたむら）
声 - 加藤将之
財前晃の元上司で、後任のセキュリティ部長。どんな手を使ってでも成果を得ようとする野心家。人工知能を使ったデュエリスト部隊を完成させようと躍起になって、部下達に発破をかけている。
SOLテクノロジー社のマザーコンピュータに侵入したPlaymakerを撃退するため、完成したばかりのプロトタイプAIデュエリストを向かわせた。しかしPlaymakerとブルーエンジェルとのデュエルでプロトタイプAIデュエリストが敗北したため失敗、データバンクの侵入を許してしまう。
アナザー事件では完成したAIデュエリストを投入しハノイの騎士の制圧にかかるが、突如現れたファウストとバイラによってAIデュエリストは全滅し、世間から「キモ村」と呼ばれる等、苛烈なバッシングを浴びてしまう。「ハノイの塔」が引き起こした大パニックの際はSOLテクノロジー社を見限り、「ハノイの騎士」に入ろうとリボルバーと接触を図る。しかしスペクターと行った腕試しのデュエルで敗北し、「ハノイの塔」にデータ化され吸収されてしまう。
「ハノイの塔」事件の以降は姿を見せていないが、クイーンの発言から察するに彼も更迭されたものを思われる。
早見（はやみ）
声 - 一木千洋
財前晃のデータ機材管理課時代からの女性部下。財前晃がセキュリティ管理部長に復職した際には秘書を務めている。財前の事を慕っている。
Soulburner VS 鬼塚戦では、鬼塚が負ける事で晃が降格されてしまうのではないかと思った事から、デュエル中に妨害工作を行い、晃から二人のデュエルの邪魔をしない様に注意されている。
AIデュエリスト
声 - 坂巻学
北村が社運をかけて作成しているデュエリスト部隊。現在、グリーンの「A」とオレンジの「B」の2体のプロトタイプが用意されている。
使用デッキは【テンタクラスター】。対戦相手毎にその人物攻略に最適な戦術を選択していく。Playmakerと闘った「A」は徹底的に相手の手札を削り取り、相手に反撃の一手に転じさせない戦術を取り、ブルーエンジェルと闘った「B」はライフの削り合いを行った。
SOL テクノロジー社のマザーコンピュータに侵入したPlaymakerを倒すため迎撃に向かい、プロトタイプAがPlaymakerとデュエルを行う。その最中にプロトタイプBが妨害を行い、Playmakerのデュエルディスクを奪おうとする。だが助けに現れたブルーエンジェルに邪魔をされ、彼女とデュエルを行う。それぞれが組み立てた戦術が裏目となって敗北する。
大量のハノイの騎士が出現したことによりAIデュエリストも大量生産してデュエルに挑み勝利するが、途中参加したバイラとファウストによって敗北して全滅してしまう。

#### バウンティハンター
指名手配されたPlaymakerとイグニスを捕獲するため、クイーンが創設した特殊捜査チーム。
鬼塚 豪
「鬼塚豪」を参照。
道順 健碁（どうじゅん けんご） / ブラッドシェパード
声 - 奥田隆仁
財前晃がプロ中のプロと認めているが危険人物扱いしているデュエリスト。顔をサングラスとマフラーで覆い隠している。ゴーストガールの正体である別所エマとは異母兄妹。アバターはハットとマントを羽織った怪盗風の姿をしている。右腕は事故により失い義手である。
使用デッキは【ドローン】。ダイレクトアタックと効果ダメージによる波状攻撃でライフポイントを一気に削りに行く戦術をとる。スピードデュエル時の使用スキルは「ドローンクラフト・フォース」。またサポートAIをいじくり、嘘の情報の説明をさせるなどAIからの情報をコントロールしてデュエルの相手を自身の術中に嵌める。
アバターの右手は違法プログラムで改造されており、ビームを放ったり電撃を放ちプレイヤーキルを起こし強制的にログアウトさせる。
かつては、女手1つで育ててくれた母（声 - 坪井木の実）を大事にする好青年であり、高校卒業後は母への恩返しも込めて働く決心をするが、母の誕生日の帰り道、AI搭載の無人タクシーで母と共に事故にあい、母は脊髄損傷から昏睡状態となり、自身も右腕を欠損する大怪我をする。この事件以降目的のためには手段を選ばない上、「AIなど信ずるに足らぬ存在」「AIは人間に支配下にあればいい」等、AIを信用しない現在の性格となった。
ボーマンを追いかけログインしたPlaymakerを追いかけデュエルを仕掛けようとしたが、戻ってきたAiにデータストームを起こされ強制的にログアウトさせられる。進入禁止エリアの侵入を目論むPlaymakerと再び邂逅、デュエルを挑む。Playmakerの戦術を徹底的に研究し尽くし次々と封じていくが、新たな戦術「融合召喚」を使用され敗北してしまう。
Playmakerを確実に捕獲するため、あたかもイグニスが作ったと思わせられる偽のゲートを用意しおびき寄せる。作戦ではPlaymakerをかばったSoulburnerを捕まえるもイグニスを持っているため彼の記憶を覗き見て、トラウマの元が「闇より出でし絶望」と知ると彼にデュエルを挑み、そのモンスターを召喚し動揺を誘うも、その記憶は不霊夢の策略によって一部が隠蔽されたものであり、トラウマはすでに克服済みであったことから計画が崩れ追い詰められるも、草薙とゴーストガールによってゲートがクラックされ、デュエルは中断となった。
ライトニングによる人間を支配下に置くという計画を聞いた際は母親が眠る病院を訪れ、改めてイグニスを殲滅する意志を固めた後、イグニスの一体であるアクアを追い詰めるも、ブルーガールとゴーストガールによって阻害される。その後、互いのアカウントを賭けてゴーストガールにPKデュエルを挑む。デュエルには勝利するが、自分を捨てた父の想いをゴーストガールから聞かされ、ゴーストガールのアカウントを削除することなく立ち去る。その後独自の調査でSOLが新たなイグニスを生み出すという計画していたことを知り晃に直接そのことを話し自身の念をぶつけるが無駄だと分かり別れを切り出す。それからしばらくして接触してきたリボルバーから一部のイグニスが人間に対して宣戦布告したこととリンクマジックの存在を知る。情報を得た後、父の墓参りをした際にエマと邂逅し、彼女に今度の一件から手を引くよう忠告しその場を去る。それからログイン後ライトニングに誘い込まれ、自身の意識データを含む自身のデータを全てを賭けたデュエルを行う。ライトニングを追い詰めるも、リンクマジックが破壊されることを予見していたライトニングの計算高い戦術で逆転され敗北する。データを奪われる前にゴーストガールに兄としての想いを伝えて消滅した。ミラーLINK VRAINSの戦いが終わったのと同時に意識を取り戻した。
第3シリーズには晃の護衛として参加し、ゴーストガールと共に行動する。出くわしたロボッピにゴーストガールと協力して挑むも、敗北しゴーストガールと共に消滅した。PlaymakerとAiのデュエルでPlaymakerの勝利したのと同時に意識を取り戻す。PlaymakerとAiのデュエルから三ヵ月経って、LINK VRAINSでゴーストガールと共に行動している。
剣持、鎧坂
声 - 外崎友亮（剣持）、鈴木崚汰（鎧坂）
鬼塚と3人1チームで活動しているバウンティハンター。アバターは本人と同じ。
使用デッキは剣持・鎧坂共に【剛鬼】。
鬼塚と共にLINK VRAINSに進入したPlaymakerを追いかけるが、SOLテクノロジー社が仕掛けた罠に誤って嵌り強制的にログアウトしてしまう。
ブラッドシェパードがSoulburnerを捕まえた付近で滞在するPlaymakerに剣持・鎧坂の順でデュエルを挑むも、それぞれPlaymakerの1ターンで敗北しログアウトしてしまう。

#### 電脳トレジャーハンター
SOLテクノロジー社のセキュリティ部長・財前晃に雇われた女性ハッカーで構成されたイグニス特殊捜査チーム。
財前 葵
「財前葵」を参照。
別所 エマ（べっしょ エマ） / ゴーストガール
声 - 鎌倉有那
様々な企業から依頼を受ける電脳トレジャーハンター。情報収集を得意としている。LINK VRAINS使用時のアバターは口元をマスクで隠している。
使用デッキは【オルターガイスト】。モンスター・罠カード効果を駆使して、モンスターを大量に高速展開をしてライフを削りきる戦術を取る。スピードデュエル時の使用スキルは「シークレット・キュア」。
晃の依頼を受け、「Playmaker」を追う。葵がハノイのウイルスに感染し昏睡状態に陥った際、再び晃の依頼を受けてPlaymakerを誘き出すためブルーエンジェルに扮してPlaymakerを誘き出した。その後乱入してきたリボルバーとPlaymakerのデュエルを追いかけて見届けている。そのデュエルの際に10年前の事件について耳にする。
上記のデュエルで聞いた10年前の事件について探る内に好奇心が湧いてPlaymakerと接触しデュエルを行う。事前にPlaymakerのデュエルを研究しておき、カード効果応酬の一進一退の攻防を繰り広げるが、一瞬の隙を突かれスキル発動を許してしまい敗北した。約束どおりPlaymakerにSOLテクノロジー社のアクセスルートのデータを渡す。PlaymakerがSOLテクノロジー社のハッキングを実行すると共に、彼を囮にして晃と共にSOLテクノロジー社のマザーコンピューターに潜入に成功し、データを無事手に入れる。
アナザー事件の際は自身の想いと兄の想いに葛藤する葵に正体を明かして接触し、彼女を焚きつける。晃の要請を受け、LINK VRAINSで起きている異変を探るため電脳世界の地下に潜入捜査をしてると、そこでリボルバーと出くわし彼とデュエルを行う。善戦するも、リボルバーの罠カード「聖なるバリア-ミラーフォース-」、新たなる切り札「トポロジック・トゥリスバエナ」で場を一気に逆転され、「彼の掌で踊らされていた」ことに気づきつつ、敗北。その後は潜入捜査で得た情報をPlaymakerに託し、自身は「ハノイの塔」に吸収されるが、後にPlaymakerがハノイの塔を崩壊させた際にデータが戻った為、現実世界で意識を取り戻した。
新生LINK VRAINSでは衣装を変え、引き続き電脳トレジャーハンターとして活動している。バウンティハンターのブラッドシェパードから「Playmakerの懸賞金を狙わないのか」と質問された際は「彼には借りがある」と答えている。財前晃の依頼を受け、ブルーガールと共にSOLテクノロジー社の進入禁止エリアに潜入調査を行うも、ブルーガールがSoulburnerとのデュエルに敗れログアウトしたため、引き下がる形でログアウトする。Playmakerの情報を探るためブレイヴマックスにコンタクトを取り、デュエルをするも何も情報を持ってないことを知り、早々に勝利して立ち去った。
ブラッドシェパードの正体である道順健碁とは異母兄妹。過去の仕事で自分の名前を呼んだことから調査をし、彼の正体を知る。アクアと葵を逃がすために、彼に自身のアカウントを賭けたPKデュエルを行うも敗北。アカウントを消去される覚悟を決めるも、消去前に自分を捨てた父の想いを彼に打ち明けたことから、ブラッドシェパードからプレイヤーキルされるのを免れた。その後、ライトニング達との戦いに挑むPlaymakerたちと行動を共にした。
ライトニングとの戦いに備えるためにリボルバーから停戦協定と協力を求められ、旧LINK VRAINSのハノイの塔にミラーLINK VRAINSをお引き寄せるスキャンプログラムの鍵を制作する。その後、Playmaker達がミラーLINK VRAINSに赴く際に別行動となり、万が一のために新生LINK VRAINSに残った。
Playmakerとボーマンのデュエル中にボーマンのスキル「Master Storm Access」を発動するために新生LINK VRAINSとミラーLINK VRAINSにニューロンリンクが現れてしまい、彼のスキルを止めるために晃とハノイの三騎士と協力する。作業中にボーマンに気付かれてしまい晃を庇ってニューロンリンクの犠牲となる。ミラーLINK VRAINSの戦いが終わったのと同時に意識を取り戻した。
第3シリーズには晃の護衛として参加し、ブラッドシェパードと共に行動する。出くわしたロボッピにブラッドシェパードと協力して挑むも、敗北しブラッドシェパードと共に消滅した。PlaymakerとAiのデュエルでPlaymakerの勝利したのと同時に意識を取り戻す。PlaymakerとAiのデュエルから三ヵ月経って、LINK VRAINSでブラッドシェパードと共に行動している。

### デンシティ・ハイスクール
遊作達が通う高校。部活動にデュエル部（部員・声 - 石狩勇気（部長）、矢野正明（佐藤）、竹島聡之介（田中）、若山晃久（鈴木））が存在する。
藤木 遊作
「藤木遊作」を参照。
財前 葵
「財前葵」を参照。
島 直樹（しま なおき） / ロンリーブレイヴ→ブレイヴマックス
声 - 沢城千春
遊作のクラスメイトで、Playmakerのファン。デュエル部所属。デュエルモンスターズ好きで、デュエルディスクやデュエリストに詳しい情報通。何も知らないように振る舞う遊作を何も知らないと勘違いしており、小馬鹿にしながら情報を教えては遊作にあしらわれている。遊作曰く「俺みたいな一人でいるやつにわざわざ声をかけるのは孤独で寂しがり屋」。
使用デッキは【バブーン】。
カリスマデュエリストに対してミーハーなところがあり、気になるデュエルがあると授業中まで観戦するほど。LINK VRAINSに行けばカリスマデュエリストに会えるかもしれないと考えてはいるものの、デュエリストとして自信がないらしく、歴戦のデュエリストの聖地と称して行かずにいる。しかしハノイの騎士がアナザー事件を引き起こしていることを知ってからは一念発起し「ロンリーブレイヴ」としてLINK VRAINSにログイン。そこで一般アバターを襲っていたハノイの騎士の一人と遭遇し、デュエルを行い、これに勝利する。以来、自身のアバター名を「ブレイヴマックス」に改めた。
アナザー事件の際は、自身の力不足と安全を考慮してか、ログインせず、現実世界で静観を決め込んでいる。
新生LINK VRAINSでは以前と変わらず「ブレイヴマックス」として活動しており、山本＆斉藤にPlaymakerの情報を教えると語り、自身の配信番組『マックス散歩』の手伝いをさせるなどしていた。しかし同じくPlaymakerの情報を探っているゴーストガールにはルールを勘違いしたプレイングミスを犯して敗れたり、斉藤曰く「幼稚園児に負けている」など、デュエルの腕は成長していないままである。
PlaymakerとAiのデュエルから三ヵ月後、Soulburnerが綺久を連れてDボードに乗っている様子を羨み、新たな出会いを求めてLINK VRAINSを駆け回っている。
穂村 尊
「穂村尊」を参照。

### その他LINK VRAINSログイン者
山本＆斉藤 / カエル＆鳩
声 - 関智一
LINK VRAINSの報道関係者。頭にオタマジャクシを乗せたカエル型アバターはリポーターで、頭にCCDカメラを乗せた鳩型アバターはカメラマン。
カエルは危険な状況であっても報道マンとして世間に伝えようとする等ジャーナリスト魂が非常に高い。本名は隠そうとしているため、鳩に本名を言われた際には「名前で呼ぶな」と激怒している。
鳩はカエルの後輩でコンビを組んでいる。カエルの事は叱られても「山本先輩」と呼び続ける程慕っており、特ダネを見つけて山本にディレクターの仕事を続けてもらいたいと考えている。大事なところでカメラを回していないなど間抜けな性格。また、周囲の者から自身の名前を「佐藤」と間違えられ、その度に「斉藤です」と言っている。
Playmakerを追いかけており、ときにはゴーストガールを利用して撮影資料を集めている。「ハノイの塔」の大事件では危険を冒してLINK VRAINSにログインし報道し続けた。
「ハノイの塔」の大事件後ブレイヴマックスに引き回される形で自身の配信番組の撮影に手伝わされ腐心の日々が続いていたが、ある日新生LINK VAINSにPlaymaker・Soulberner・ブルーメイデン・ゴーストガール・リボルバーの密会で目にし彼らを追って旧LINK VAINSに向かったが、リボルバーに拘束されてしまう。彼らがミラーLINK VRAINSに赴く際にリボルバーに自分たちを連れて行くよう要求し、ミラーLINK VRAINSに入りこんだ際にはスペクターから解放されるも即座にライトニング側に捕まり、自身の命を人質にライトニングがPlaymaker達を潰していく様を撮影するように要求される。Playmakerとボーマンの最後のデュエル前に拘束具を解かれるもデュエルを最後まで見守り撮影するが、ボーマンのスキル「Master Storm Access」で巻き込まれてしまう。ミラーLINK VRAINSの戦いが終わったのと同時に意識を取り戻した。ボーマンが敢えて鳩のカメラに残したPlaymakerとボーマンのデュエルの記録映像により自社の視聴率がダントツトップとなり、それに便乗してボーナス及び局長の座（鳩は副局長）をカエルは目論むが、カエルの頭に乗せたオタマジャクシが青色のカエルに姿を変え実は局長（声 - 関智一）であったことが判明し、二人をずっと監視していたことを明かし、「ワシの座を狙うなど不届き千万」と二人にボーナス無しを告げられた。
PlaymakerとAiのデュエルから三ヵ月後、LINK VRAINSの新エリアで昆虫のような姿のプログラムを追い回されているところをゴーストガールとブラッドシェパードに助けられている。

### ハノイの騎士
鴻上 了見（こうがみ りょうけん）/ リボルバー
声 - 武内駿輔、幼少期 - 高橋未奈美
遊作と敵対するハッカー集団「ハノイの騎士」のリーダー。鴻上博士の息子。年齢は18歳。アバターはフルフェイスのバイザーを被っており、弾丸の形をしたピアスが特徴。第1シーズンまでの顔面は鋭い目付きと黄色い眼球、第2シーズンから顔面は現実世界の本来の素顔と緑のカラーラインの服装として変更する。イグニス達と直接接触している頃にアバターが顔が素顔に近い状態に変わっている。五年前からイグニスを手に入れようとしている。10年前、遊作が監禁されていた間「3つ考えることを忘れないで」と彼を励ましており、遊作がアイデンティティーを構築するきっかけになっている。
使用デッキは【闇属性・ドラゴン族】であり、2段階の戦術を用途で使い分けている。スピードデュエル用ではネットワーク関連用語を持つドラゴン族モンスターを使用し、リンクモンスターは「Storm Access」で手に入れた「トポロジック」と名の付いたモンスターを使用する。マスターデュエル用では「ヴァレット」と名の付いた火器関連用語を持つドラゴン族モンスターが中心のデッキであり、エースモンスターは「ヴァレルロード・ドラゴン」。スピードデュエル時の使用スキルは「Storm Access(ストームアクセス)」。「クラッキング・ドラゴン」の元々の所有者だが、現在では小手調べに使用している。サイバース狩りをしているが「毒をもって毒を制す」という考えにより、「Storm Access」によって手に入れたサイバース族の「トポロジック・ボマー・ドラゴン」といった「トポロジック」モンスターも使用する。
ハッカーでありながらネット世界に関して全て虚構であるという理由で否定しており、デュエルでもサポートAIをつけずにデュエルをする。ハッカーとしての能力は非常に高く、データストームを自在に操ることが出来、「LINK VRAINSを破壊するのは容易いこと」だと豪語して、LINK VRAINSの街並みを地獄絵図に変えることができる。
財前葵を利用しPlaymakerを誘き出しデュエルを行う。スピードデュエルで追い詰めていき、Aiがデータストームを呼び寄せる能力を発動させると同士討ちによる引き分けに持っていき、Playmakerと連戦でマスターデュエルを行う。策を講じてサイバース消滅を図るも、Playmakerが策の欠点を突いたことで失敗。それでも｢ヴァレルロード・ドラゴン｣の効果を駆使して追い詰めていくが、｢ハノイの騎士｣の抹殺を掲げるPlaymakerの強い気迫に押され敗北する。
アナザー事件の最中は表立った行動をせず、「ハノイの塔」を生み出すため電脳世界の奥深くで暗躍しており、「ハノイの塔」を嗅ぎ回っていたゴーストガールを始末した。「ハノイの塔」にたどり着いたGo鬼塚もデュエルで倒し、Playmakerと雌雄を決する。一回目のスピードデュエルでは、PlaymakerにAiがPlaymakerをモデルに創りだされたイグニスだと明かしながら互いにライフを削りあう攻防を繰り広げ、ストームアクセスで逆転を狙うもデータストームの密度の高さから手が出せず諦めかける。その時突如現れた鴻上博士の手助けからストームアクセスを成功させ、新たなる切り札「トポロジック・ガンブラー・ドラゴン」を召喚するも、直後に現実世界での鴻上博士の心拍数が停止したため、場にいたモンスター効果を使用し、引き分けに持ち込む。その後、現実世界で正体をつかみ自宅へとやってきた遊作と草薙に父である鴻上博士が今まで行ってきた事とその目的を打ち明けた後、Playmekerとマスターデュエルを行う。攻撃力3000のリンク4モンスターを並べる「エクストラリンク」を展開するも、Playmakerに逆転負けを喫す。その後、Playmakerから「心が通じ合える」「仲間になれる」と諭され、彼から「自身を救おう」と誘われるがそれを断り、ログアウト後はクルーザーに乗って遊作の元を去っていった。
事件から三ヶ月後、眠りから覚めた仲間たちと共にPlaymakerの三ヶ月の間の動向を振り返ったのちに、ノースウェスタン島刑務所に収監されていたバイラを救い出し、「ハノイの騎士」の復活を宣言する。それ以降常にイグニスやPlaymakerの動向を探り、ウィンディがPlaymakerとAiを始末しようとしたときに部下とともに現れる。イグニス達との意見の相違からウィンディとデュエルを行い、鴻上博士の意思を引き継ぐ強い執念から勝利を収める。その後ライトニングから宣戦布告を受け、イグニス達との戦いの間だけPlaymaker達と停戦協定を結び協力関係を築く。
ライトニングとの戦いに備え、旧LINK VRAINSでハノイの塔を使ってミラーLINK VRAINSをお引き寄せるためにスキャンプログラムの鍵を、イグニスアルゴリズムを解読できるプログラマーの協力を元々はブラッドシェパードに依頼するはずだったがライトニングのデュエルに敗北し消えてしまい、代わりにイグニスとパートナーを組む者達を遊作に集めさせた。しかし、Soulbernerは協力を否定されデュエルに挑むが、何もしないままターンを終え彼の戦意喪失で中断となる。不霊夢曰く、尊に謝罪の意味を込めたものだった。その後、旧LINK VRAINSからPlaymaker達とミラーLINK VRAINSに赴く。ライトニングとのデュエル中にヴァレルロード・ドラゴンとヴァレルロード・Ｘ・ドラゴンで決着をつけるはずが、ライトニングが仁とスペクターの意識データを人質に取られたことで非情に徹しきれずPlaymakerの呼びかけと合わさって攻撃を躊躇う。この迷いによってライトニングの天装騎兵エフエス・グランマの効果で敗北し、PlaymakerとAiに後を託し消滅した。ミラーLINK VRAINSの戦いが終わったのと同時に意識を取り戻した。
数日後、現実世界の遊作と尊の前にスペクターを伴って現れ共通の敵対者が消滅したのを機に「イグニス殲滅を再開する」「今回共に闘った仲間だろうと、邪魔をするなら容赦はしない」と宣言した後去っていった。晃からの協力依頼を受けると、自身達で開発したAI·パンドールを財前に渡し協力を承諾。Aiとの戦いの決着後、自首することを公言する。
閉鎖されていたLINK VRAINSをログインした直後Soulburnerが入手したPlaymaker宛てのメールを賭けてデュエルを行い敗北する。その後自首するはずがSoulburnerからロスト事件を忘れる事の無いためにネットワークの監視者として罪を償うべきだと留まることになる。遊作がAiと決着つける前にヴァレルロード・Ｆ・ドラゴンを託す。PlaymakerとAiのデュエルから三ヵ月後、スペクターと共にLINK VRAINS内でPlaymakerの帰りを心待ちにしている。
スペクター
声 - 鍛治本大樹
リボルバーの補佐官。アバターは基本変わらず鴻上博士を除いて唯一ハノイの騎士のような特徴的な仮面や服を着ておらず、グレーのスーツ姿である。
遊作、草薙仁と同じく「ロスト事件」の被害者の一人。しかし二人とは違い、産まれた時から家族が居らず天涯孤独の身であったこと、「誰かに必要とされている」「事件のおかげで孤独だった自分の時間は動き始めた」という自身の解釈から、心に傷を受けておらず、むしろ事件を「楽しんでいた」とPlaymakerに語っている。「ロスト事件」解決後も自ら現場へと戻り、そこに現れたリボルバーからの勧誘を受け、ハノイの騎士に入った経緯を持つ。
リボルバーには絶対の忠誠を誓っており、「ハノイの塔」の完成で自分の意識も消えることに関しても、「それがリボルバー様の意思なら喜んで受ける」と口にしている。
使用デッキは【聖（サン）】。｢聖天樹(サンアバロン)｣モンスターを起点に｢聖蔓(サンバイン)｣モンスターを次々と展開し、自身へのダメージを最小限に抑え反撃する守りに徹した戦術をとる。
立場上イグニスを排除する側であるが、それでも自身を基に生み出されたイグニス・アースとは見えない繋がりがあったようで、アースが消滅した際には身に覚えの無い涙を流していた。またアースのデータを取り込んだGo鬼塚のPlaymakerとのデュエルを見ていた時は何かを感じ取ったかのように怯えたような表情で瞳孔を震わせていた。
Playmakerを挑発するブルーエンジェルに目をつけて接触を図り、電脳ウイルスが仕込まれた「ダーク・エンジェル」を渡す。「ハノイの塔」のパニックでは、北村を倒した後ブルーエンジェルとデュエルを行い、上記の戦術でブルーエンジェルが繰り出す戦術を防ぎ、ブルーエンジェルの内情を絡めた精神攻撃で彼女の想いを嘲りながら勝利する。そのすぐPlaymakerの下に現れ続けざまデュエルをする。Playmakerに自身の過去を明かし動揺を誘いデュエルを優位に進めるが、Playmakerに挑発され戦術の核である「聖天樹」モンスターで戦闘してしまい逆転負けをしてしまう。その後、燃える大樹に母親の姿を重ねながら、共に炎に飲み込まれたのちに三騎士と同様に電脳世界で深い眠りに付いてしまう。
「ハノイの塔」事件後は他の仲間たち同様、すでに眠りから目覚めており、再びハノイの騎士として活動を再開している。
ライトニング勢との最終決戦ではPlaymaker達と一緒にミラーLINK VRAINSを赴く。進攻した5人の中で最初にライトニングの標的され、彼とデュエルを行う。切り札であるリンクマジック「裁きの矢」を奪って逆に利用する他、ライトニングがエクストラリンクを完成させるとそれを崩し、逆に自身がエクストラリンクを完成させる「エクストラリンク返し」を行うなど、数々の奇策でライトニングを追い詰めるも、自身の「聖天樹」モンスターが効果による破壊に弱いという弱点を突かれ、そこから一気にエクストラリンクを崩され敗北。ライトニングにデータごと身柄を回収されてしまった。ミラーLINK VRAINSの戦いが終わったのと同時に意識を取り戻した。
第3シリーズでは晃の護衛としてハノイの三騎士と共に参加しAiとデュエルを行うが敗北する。PlaymakerとAiのデュエルでPlaymakerの勝利したのと同時に意識を取り戻す。
鴻上 聖（こうがみ きよし）
声 - 菅生隆之
元・SOLテクノロジーの研究者。イグニスの生みの親であり、リボルバーこと了見の父親。彼からは「父さん」と呼ばれている。
最初は人類の未来の手助けのためにハノイプロジェクトを実行し、ロスト事件の末に意思を持ったAIであるイグニスを開発したが、何億回のシミュレーションを重ねてもイグニスが人類を破滅へと導く結論に辿り着いてしまったために、イグニスとサイバースを世界から抹殺することを決意する。しかし、イグニス達が生み出したサイバース世界から生まれたデータマテリアルを、金儲けの手段として利用しようと考えたSOLテクノロジーの重役達に電脳ウイルスを仕込まれて昏睡状態に陥り、現実世界では7年前に既に死亡したことになっていた。のちに電脳ウィルスを侵されたのはSOLテクノロジーの重役達ではなく、ライトニングの仕業だと明らかになる。
以後は三騎士の力を借りた了見の手で意識のみの状態でLINK VRAINS内に蘇り、暗躍していたが、Playmakerとリボルバーのデュエルの際に自身の命を懸けて「スターダスト・ロード」を作り出し、リボルバーがストームアクセスを成功させた直後に心拍数が途絶え、死亡する。
ハノイの騎士
声 - 遠藤大輔・長谷徳人・矢野正明・石狩勇気・伊原正明・鈴木崚汰・村田太志・綿貫竜之介・外崎友亮・小林千晃
ハノイの騎士のアバター達で同じ姿をしている。敗北したときに自爆する者もいる。少なくとも千人以上はいるが、リボルバーには「LINK VRAINSに反感を持つ偏った主義者やハノイの名に憧れ売名行為を目論む有象無象ばかり」と評されている。

#### 三騎士
アナザー事件を指揮する3人の幹部。アバターはハノイの騎士共通の白スーツに左目だけ仮面を付けている。元々鴻上博士と共に「ロスト事件」を引き起こしイグニスを生み出した科学者達。それぞれがLINK VRAINSのカリスマデュエリストであるPlaymaker・Go鬼塚・ブルーエンジェルとデュエルする。3人とも敗北し、電脳世界で深い眠りに付く。事件後はスペクターと共にすでに眠りから目覚めており、再び活動を再開している。
ミラーLINK VRAINSの戦いでは、翔一がライトニングの思惑で利用されデュエルに敗北したのと同時に消滅され、Playmakerの後方支援の代わりをゲノムと麻生が務めた。
第3シリーズでは晃の護衛を引き受けAiとのデュエルに敗北し消滅する。PlaymakerとAiのデュエルでPlaymakerの勝利したのと同時に意識を取り戻す。
ドクター・ゲノム
声 - 桐本拓哉
アナザー事件を引き起こしている人物。元々はDNAの研究者。DNAとプログラムの配列がよく似ていることに気づき、アカウントのプログラムを見ることで他人に成りすましたプレーヤーを見破ることが出来る。
使用デッキは【地獄螺戦鬼（ヘルリックス）】。スピードデュエル時の使用スキルは「種の保存」。
Playmakerの特徴に該当するであろう人物を次々とVR空間に引き込んで尋問を行い、違ってたら電脳ウィルスを仕込み眠りにつかせる「Playmaker狩り」を行っている。君島マコトに電脳ウィルスを仕込んだ際にGo鬼塚と因縁ができ、彼とデュエルを行う。当初はダーク鬼塚となった彼の戦術を利用して逆に追い詰めていくが、Playmakerに発破をかけられ奮起したGo鬼塚に押され敗北した。
「ハノイの塔」事件後は他の仲間たち同様、すでに眠りから目覚めており、再びハノイの騎士として活動を再開している。バイラの救出の際には三ヶ月の月日をかけ、刑務所のセキュリティシステムを書き換える、セキュリティの更新をダミーのプログラムを流して妨害するなどのサポートを行った。
滝 響子（たき きょうこ） / バイラ
声 - 小清水亜美
アナザー事件で使用される電脳ウィルスの製作者である赤髪の女性。LINK VRAINS使用時のアバターは基本的に本人と同じで、ハノイの騎士共通の白スーツに左目だけ仮面を付けている。
使用デッキは【ダークマミー】。また使用罠カードから「ウイルスデッキ」とも呼称されており、「ウィルス」と名の付くカードも入れている。スピードデュエル時の使用スキルは「フォービドゥン・サージカル・オペレーション」。
普段は女医として活動しており、財前葵が昏睡状態に陥った時に治療を行った。アナザー事件では罪の意識に苛まれたり、リボルバーをサイバー事件の犯人にするのを躊躇したりする等、多少の善意を持っている。
SOLテクノロジー社が導入したAIデュエリスト部隊をファウストと共に全て撃破する。その後サイバー事件の大犯罪が起きる前にPlaymakerを倒すためにLINK VRAINSにログインしたところにブルーエンジェルと出くわす。彼女に電脳ウィルスの真実を伝えると、怒る彼女にデュエルを挑まれる。ブルーエンジェルの戦術を研究し尽し対処を練った戦術で彼女を追い詰める。しかしブルーエンジェルの諦めない気持ちに逆転の一手を繋げられ敗北。ブルーエンジェルの突っ走る姿に改心し、電脳ウィルスの除去プログラムをばら撒きアナザー事件の被害者を救った後ログアウト。自身はリボルバーによってアナザーにされてしまう。
「ハノイの塔」事件後は、絶海の孤島にそびえる監獄『ノースウェスタン島刑務所』に重罪人として収容されていたが、助けに来た了見と他の仲間たちとの手引きによって脱獄した。
麻生 / ファウスト
声 - 三上哲
中年男性。売名行為等のために集ったハノイの騎士たちを「ハノイの騎士の名がけがれるだけでしょう」と称し、リボルバーに「鴻上博士のご意思を継ぐ時です」と答えた。
元々は鴻上博士とバイラと共に「イグニス（Ai）」を生み出した科学者。ロスト事件で幼き遊作のデュエル模様も見ている。
使用デッキは【電動蟲（モーターワーム）】。スピードデュエル時の使用スキルは「ダブルバイト」。
Playmakerをおびき寄せるため、「サイバース・ウィザード」を使用した島を拉致し人質に取る。それに誘われたPlaymakerとデュエルを行う。トークンを展開した戦術でPlaymakerの戦術を封じるが、戦術の隙を突かれ敗北。Aiについて話そうとするが、すぐさまログアウトしてしまう。
「ハノイの塔」事件後は他の仲間たち同様、すでに眠りから目覚めており、再びハノイの騎士として活動を再開している。

### ロスト事件の被害者
藤木 遊作
「藤木遊作」を参照。
穂村 尊
「穂村尊」を参照。
スペクター
「スペクター」を参照。
草薙 仁（くさなぎ じん）
声 - 鈴木崚汰
翔一の弟。ハノイプロジェクトで誘拐された子供の1人であり、事件後はそのショックから立ち直れず、遊作曰く「暗闇にいる」状態であった。「ハノイの塔」の騒動終了後、施設でのリハビリを通じて事件のショックを克服しようとしていたその矢先にボーマンに襲撃され、自身の意識データを奪われたのちに昏睡状態に陥ってしまう。
ライトニングの側にいながらシルエットで覆い隠れていたが後に当本人の姿を明かされる。その後はライトニングと共に行動しているが、本人の意識データは牢獄の中に閉じ込められており、実質、ライトニングの操り人形と化している。ライトニングの操り人形ではあるが敗北したスペクターのデータを彼が止めるまで勝手に処分しようとするなど彼の意に反した部分もある。リボルバーとライトニングのデュエルでライトニングが窮地に陥った直後意識データを人質として卑劣な手段を出されたのをボーマンに回収される。ミラーLINK VRAINSの戦いが終わったのと同時に現実世界で意識を取り戻しただけでなく、リボルバーとライトニングのデュエルでライトニングが意識データの一部をエクストラライフに変換した影響でロスト事件に関する記憶が消えていた。
最終回エピローグにおいて、兄の店を手伝う姿が描かれた。
杉咲 美優（すぎさき みゆ）
声 - 藤原夏海
葵の幼少時代の友人であり、アクアのオリジナルである少女。転勤と引越しが続いたために友人の作り方が分からず、孤独でいた葵に声をかけたことから友人関係を築く。
ある日、母親（声 - 金田アキ）の大切にしている指輪を無断で持ち出した際、公園の溝に指輪を落としてしまい、そこに母親が現れて指輪について聞かれた際に、葵が美優の罪を代わりに被るが、それにより、美優の母親は2人を引き離したことに加え、晃の転勤により、葵に謝罪できぬまま離れ離れになってしまう。
その後、ハノイプロジェクトで誘拐された子供の1人となり、事件後はライトニングの電脳ウィルスに侵され、昏睡状態に陥った。ミラーLINK VRAINSの戦いが終わったのと同時に現実世界で意識を取り戻し、葵と再会を果たす。
ウィンディのパートナー
ロスト事件の被害者の1人である少年。顔ははっきりと描かれていない。
ショックな事件から一転して希望を抱いてた様子だったが、パートナーがいることに鬱陶しさを感じていたウィンディによってAIを暴走させられ、それによって引き起こされた事故に巻き込まれた。

### イグニス
Ai（アイ）
Playmakerと共に行動する闇属性のイグニス。管理ID「IGN006」、遊作をモデルに作られた。「Ai」を参照。
不霊夢（フレイム）
Soulburnerと共に行動する炎属性のイグニス。尊をモデルに作られた。「不霊夢」を参照。
アクア
ブルーメイデンと共に行動する水属性のイグニス。美優をモデルに作られた。「アクア」を参照。
ウィンディ
声 - 鈴木千尋
風属性のイグニス。SOLテクノロジー社の進入禁止エリアの奥深くに「風のワールド」を築いている。データマテリアルを最も上手く操れると自負している。
使用デッキは【嵐闘機（ストームライダー）】。データストームを操り、マスターデュエルでもスキル「Storm Access(ストームアクセス)」を発動することが出来る。
Aiや不霊夢と違って人間を毛嫌いしており、モデルとなった本来のパートナーは「ずっとそばにいるのが鬱陶しい」等の些細な動機で事故を起こし葬った。その後自身が作ったプログラム・エコーをパートナーにしている。同族意識は強く、人間であっても仲間たちのパートナーならばある程度の計らいは見せてはいたが、実際はライトニングと手を組んだ「人間と敵対する」側の者であり、Aiや不霊夢のことは嫌っていた。またアース消滅の知らせをライトニングから聞いた時は「始末する手間が省けた」と喜んでいた。しかし後にリボルバーから上記の非道で人間嫌いな性格はライトニングがプログラムを書き換えた事によるものと明かされた。
風のワールド崩壊後、Aiに接触を図りライトニングと共に仲間になるよう勧誘するが、話に乗ってこないAiをPlaymakerと共にデータストームで消し去ろうとするもリボルバーに邪魔される。イグニスを殲滅しようとするリボルバーを相手取りデュエルを行い、一時は追い詰めるもシンクロ召喚されたリボルバーの新たなる切り札『ヴァレルロード・S・ドラゴン』の前に敗北を喫する。敗北後はハノイの三騎士の手によりウィルスで消滅されかけ顔半分しか無い状態になったところで、Aiの呼びかけに応じたライトニングによって救助される。その後は再生を果たすも完全な修復には至らず、体はあちらこちら黒ずんでおり顔半分の部分はカマキリの卵のようになって隻眼と化し、修正の効かないバグ状態となった。また、一人称も「僕」から「俺」に変化している。現在は右眼の部分はWの文字が入った眼帯をして、ボロボロのマントを羽織り包帯姿になっている。
Playmaker達がミラーLINK VRAINSに進攻した際、一緒に来ていたカエル＆鳩コンビを捕まえて脅迫してデュエルの中継役を任じた。自身は負かしたリボルバーにリベンジマッチしようと考えていたがライトニングの命によりSoulburnerの前に現れデュエルを挑む。パートナーに手をかけた事に対して反省の色を見せず、逆にパートナーシップを大事にするSoulburnerと不霊夢の事を馬鹿にしながらデュエルを優位に進めるも、2人のコンビネーションの前に敗北する。敗北後肉体が発火し消滅しかけ、不霊夢にデータを預かるとしデータを吸収されそのことを拒みつつ「呪ってやる」と恨み言を発しながら消滅していった。その際、同デュエルを観戦していたライトニングからも「愚か者につける薬はなかったようだ」と見限られている。後にSoulburnerとボーマンのデュエル中に不霊夢の体内から現れ出て不霊夢のデータを書き換え乗っ取ろうとするも不霊夢の最後の意地に再び吸収される。しかしSoulburnerの敗北で彼がボーマンに吸収されたのと同時に吸収されてしまう。
PlaymakerとボーマンのデュエルでAiがボーマンの体内に侵入しイグニス達を救出しようとした際は気を失った状態となっている。不霊夢とアクアの計らいで「ファイアウォール・ドラゴン・ダークフルード」のカードを創造される。その後ボーマンの体内に覆い尽くし融合されてしまい、そのデュエルで彼が敗北したのと同時に消滅する。
アース
声 - 岡林史泰
地属性のイグニス。真面目で正直者。スペクターをモデルに作られた。
使用デッキは【Gゴーレム】。スピードデュエル時の使用スキルは「ロック・ユー」。Ai曰くデュエルが超強い。
アクアに対して強い慕情を持っている。そのためアクアの意見をそのまま賛同したり、アクアのモンスター「クリスタルハート」を守ったりする。
アクアに突如イグニスで、「人間と共存する」側と「人間と敵対する」側に分かれると言われ、自身がどちらの側につくのかを自分で見極めて欲しいと言われる。その言葉に従い、人間の本質を理解するためPlaymakerにデュエルを挑む。アクアのモンスター「クリスタルハート」を守りつつカード効果のコンボでPlaymakerを追い詰めるも、「クリスタルハート」を守り抜くという想いを読まれ敗北する。
その後アクアの行方を探すためLINK VRAINSのありとあらゆるところを探し回り、とうとうアクアを見つけ出し救出する。しかしその直後Go鬼塚に追われることなり、アクアを守り逃がすため囮となって彼とデュエルするも敗北を喫し、鬼塚に身柄を回収された後、SOLテクノロジー社にデータ回収のために解体され、大切な記憶が消えていくことを嘆きながら消滅した。
そのデータはGo鬼塚のAIチップに組み込まれたようで、Ｇゴーレムリンクモンスターも彼の管理下に置かれている。
PlaymakerがGo鬼塚に勝った際、Aiがデータを奪い返そうとしたがGo鬼塚が途中で強制ログアウトさせられてしまい、《Ｇゴーレム・クリスタルハート》と僅かな記憶しか取り戻せなかったため、そのカードをブルーメイデンに渡し残骸データをアクアに託した。
ブルーメイデンとボーマンのデュエルで彼女が敗北してしまい、残骸データをボーマンに吸収された。
Playmakerとボーマンのデュエル中にAiがボーマンの体内に侵入しイグニス達を救出しに来た際に無意識の状態と本来の姿を復元している。不霊夢とアクアの計らいで「ファイアウォール・ドラゴン・ダークフルード」のカードを創造される。その後ボーマンの体内に覆い尽くし融合されてしまい、そのデュエルで彼が敗北したのと同時に消滅する。
ライトニング
声 - 前田一世
光属性のイグニス。イグニス達のリーダー的存在で、仁をモデルに作られた。
使用デッキは【天装騎兵（アルマートス・レギオー）】。
第2シーズンにおける黒幕。LINK VRAINSのハノイの塔の騒動の中でPlaymakerがスペクターのデュエル終了した直後に大きな吊り橋を渡りきれず落下したのを姿を現さずに助けだした。
イグニスの中でも頭が良く、同じイグニスのAiでさえ何を考えているのか分からないという。しかし5体のイグニスそれぞれが人間との共存繁栄を築けるのに対して、自身だけが人間との繁栄を築けず他のイグニスをも巻き込んで破滅に導く存在ということに強いコンプレックスを持っている。了見や創造者の鴻上聖曰く、イグニスの中の失敗作と断言されている。
上記のコンプレックスが爆発し「イグニスは不完全な存在」と暴走した結論に至り、また作中の5年前のハノイの騎士の旧サイバース世界襲撃を経て、「人間と共存することは不可能」という結論に至っている。しかし自身と違い、アクアや不霊夢は人間との共存を唱えたため彼らを追い出すために旧サイバース世界の破壊をボーマンに命じた。
以後、影でボーマンを操り、仁の意識データの奪取を命じさせ、更に記憶を改竄させPlaymakerとデュエルさせた。
ウィンディが作った仮のサイバース世界でAiと接触を図る。人間を支配下に置き、自身らイグニスが君臨する世界を作るとAiに話し勧誘する。リボルバーとウィンディのデュエル後、Playmakerやリボルバーら人間及び人間に関与するイグニスのAi・不霊夢に宣戦布告を宣言した。
戦力差を考慮し本格的な戦いが始まる前に減らしておこうとブラッドシェパードに目を付け、彼を誘いこみデュエルを挑む。勝利後、ブラッドシェパードのデータを奪い、観戦していたPlaymaker達に「今度は君達の番だ、楽しみに待っていてくれ」と言い放ちその場を去った。
Playmaker達5人がミラーLINK VRAINSに進攻した際、最初にスペクターに狙いを定め彼とデュエルを行う。スペクターのデュエル内容を研究し「エクストラリンク」で迎え撃つも、スペクターに「リンクマジック」を利用され苦戦を強いる。しかし「リンクマジック」を奪われた事を想定しておりその対策をした戦術でスペクターを葬り勝利を収める。ハルやウィンディの敗北で戦力差に開きがあると考えると、草薙を呼び出し仁を人質にPlaymakerとのデュエルを強要する。その後リボルバーに誘われて彼の元に向かいデュエルをするが、そこで自身が持つコンプレックスを明かされてしまう。デュエルではリボルバーに追い詰められとどめを刺されようとされる瞬間にスペクターの意識データと仁の人格データをリンクし人質にする、非道な手段に打って出た。天装騎兵エフエス・グランマの効果で両者相討ちになるはずも、自身のライフポイントを仁のライフポイント１として変換するエクストラライフを行うよう細工を施し勝利を収める。その後ボーマンに全て託し吸収される。Playmakerとボーマンのデュエル中にAiがボーマンの体内に侵入しイグニス達の救出しに来たのをボーマンに教え共に取り込もうとする。不霊夢とアクアの計らいで「ファイアウォール・ドラゴン・ダークフルード」を創造された直後Aiに本来の未来を見極めるよう引導を言い渡す。その後ボーマンの体内に覆い尽くし融合するが、そのデュエルで彼が敗北したのと同時に消滅する。
自身が消滅するのを予測しており、Aiだけが生き残った場合の人間達の未来をシミュレーションした結果のデータをサイバース世界のある洞窟に残した。そのシミュレーションをAiが見たことをきっかけにAiと遊作達の戦いが始まる。

### イグニスが創造したAI
ボーマン
声 - 松田賢二
ライトニングが作り上げたAI第三号で大柄な男。第2シーズン通しての敵。ライトニングの命に従い、Aiが封印した旧サイバース世界を粉々に破壊した張本人。ライトニングが自身を含むイグニスらを統合する器としての役割を与えられている。Playmakerと通算4回デュエルを行う。
使用デッキは【ハイドライブ】。属性変更をコントロールして戦闘や直接攻撃によってライフを削りきる戦術を取る。スピードデュエル時の使用スキルは「マーカーズ・ポータル」→「Storm Access(ストームアクセス)」→「Master Storm Access(マスターストームアクセス)」。
草薙兄弟がいる病院のテレビ画面から突如現れ、仁の意識を吸い込む。草薙の依頼を受けたPlaymakerとデュエルを行い、未知のカード「リンクマジック」を使ってPlaymakerを追い払おうとするも敗北してしまう。敗北後、ハルに連れられSOLテクノロジー社の最下層にある進入禁止エリアに逃げ込み、ライトニングに草薙仁の意識データを渡し、記憶を返し解放することを要請するも、ライトニングによって記憶をリセットさせられる。
「ロスト事件に捕らわれた際にバックアップの人格と入れ替わってしまった幼き遊作」という新たな記憶を埋め込まれると、「風のワールド」の果てにやってきたPlaymakerを待ち受けて彼とマスターデュエルを行う。Playmakerの戦術・思考を呼んだ戦術で主導権を握っていき、自身がもう一人の遊作だと話し、動揺を誘う。またマスターデュエルなのにスキルが発動することが可能など人智を超えた力でPlaymakerを追い詰めるも、その逆境を跳ね除けられ敗北、崩壊する「風のワールド」と共に消えていった。
2回Playmakerに敗北するまでは人格も一貫性が無かったが、3回目に現れた時には完成しており人格は冷静な性格となっている。また実力もPlaymakerと引き分ける程に上がっていた。
Playmaker達がミラーLINK VRAINSに侵攻してきた際はミラーLINK VRAINSと一体化しようと図っており、ハルが時間稼ぎをしたお陰で成し遂げる。そのままブルーメイデンを迎えうち圧倒的な力で彼女を倒し、アクアとアースの記憶の残骸データを吸収した。Playmakerと草薙とのデュエルを見届けた後、Soulburnerとデュエルを行う。彼らにサイバース世界を滅ぼしたモンスターを見せつけて迎え撃ち、Soulburnerを倒したのと同時に不霊夢とウィンデイのデータを吸収した。リボルバーとライトニングのデュエルでライトニングが非道な手段に打って出たことに対しスペクターと仁のデータを回収し、デュエル終了後ライトニングのデータを吸収する。その後Playmakerとの最後のデュエルを行う。5属性のイグニスを統一し、作中初のリンク5のリンクモンスター「キメラ・ハイドライブ・ドラグリッド」を召喚する。またミラーLINK VRAINSと一体化を果たした事で世界は自身一人だけで存在し、人間は不要と言う独善的な性格の持ち主になっており、スキルを発動する度に人々の意識データを奪う非道な手段を行う。ニューロンリンクにより奪ったLINK VRAINSの人々の意識データから、スキルを発動していきデュエルを優位に進めるが、財前晃とゴーストガールとハノイの三騎士のクラッキングによってニューロンリンクが破壊されて動揺してしまう。「キメラ・ハイドライブ・ドラグリッド」を「サイバース・クロック・ドラゴン」に破壊された直後、新たなモンスター「パーフェクトロン・ハイドライブ・ドラゴン」で再び優位になる。Playmakerのラストターンで「ファイアウォール・ドラゴン・ダークフルード」の攻撃でデュエルに敗北しAiを除くイグニス達と共に消滅していった。それと同時に自身のプライドにより捕えた人々の意識データを解放した。
ハル
声 - 白石涼子
ライトニングが作り上げたAI第二号。ボーマンの弟を自称する少年。
使用デッキは【ハイドライブ】。スピードデュエル時の使用スキルは「マーカーズ・ポータル」。ハル曰く、自身が最初の使い手であり、ボーマンに【ハイドライブ】の戦術を教えたと言う。
ライトニングの命令に従い、ボーマンと共に暗躍しボーマンの成長を見守っていた。ボーマンから兄弟の絆を説かれても何の感傷を持つこともなかった。
Playmaker達がミラーLINK VRAINSに侵入した際、ライトニングの命を受けブルーメイデンと交戦。ブルーメイデンの新たな戦術に歯が立たず敗れてしまう。最期の際に、ボーマンとの兄弟として過ごした思い出が走馬灯として巡り、ボーマンとは兄弟として絆を紡いでいたと認識し消滅していった。
ビット、ブート
声 - 藤沼建人（ビット）、矢野正明（ブート）
ハルに助力するデュエリストで、ライトニングが作り上げたAI第一号。アバターは全身タイツにスーツの姿をしており、ビットが黒・ブートがピンクのスーツを着ている。
合体能力を持ち合体した場合、アバター名は「ビットブート」となり姿はスーツはそのままに色が黒とピンクを縦半分に分かれた姿となる。
使用デッキは【Dスケイル】。リンク先に移動する効果を活用して相手にダメージを与える戦術を取る。スピードデュエル時の使用スキルは「マーカーズ・ポータル」。ビットブートの場合、スキルは2度使うことができる。本人曰く「ビットとブートがそれぞれ1回ずつスキルを使用している」とのこと。
ボーマンがPlaymakerに敗れた後ハルに呼ばれ、2人がかりでPlaymakerとデュエルを行おうとしたが、割って入ってきたSoulburnerとデュエルをする。しかし、Soulburnerに敗北してしまい喧嘩している最中、ハルにクビにされ、ログアウトさせられてしまう。
サイバース世界では駆けつけたブラッドシェパードらバウンティーハンターを足止めするために大量に呼び出されている。
エコー
声 - 綿貫竜之介
ウィンディによって作られたプログラムで、ウィンディがデュエルする時指示に従ってプレイングする。
風のワールドに複数体も存在するも、ハノイの騎士の襲撃により風のワールドと共によって破壊され全滅してしまう。

### その他
磯巻（いそまき）
声 - 伊原正明
財前晃を車で送り迎えしたりしている男性。スキンヘッドで髭面をし、ごつい体格をしてサングラスを掛けている。初登場時には匿名の通知（晃はエマと推測）を受け晃の元へ駆け付け、電脳ウィルスから解放された葵が居る病院へ送った。
MC
声 - IKKAN
スクリーン前でデュエルを実況するMC。
ロボッピ
声 - 高橋未奈美
遊作の部屋の掃除ロボット。Aiのことを「兄貴」と呼ぶ。
使用デッキは【機塊（きかい）】。
当初は単なるロボットだったが、Aiが遊作のいない間にプログラムをいじくり、現在では会話が可能となっている。留守番をしている時にAiから「俺の子分になれば頭のいいAIに直す。そうすればいろんなことができるし、うまく喋れる。色んなことを考えられる」と持ち掛けられたことで子分になることを選び、それ以来遊作に内緒でこっそりAIをケースから出しては「秘密のお世話」をしている。
サイバース世界から戻ってきたAiが連れてきたリンクリボーに敵対心を抱く。
ミラーLINK VRAINSの戦いでAiが万が一のためにバックアップシステムを組み込んで残していたのを、Aiの復元する役目を担った。ミラーLINK VRAINSの戦いが終わった直後Aiが遊作のデュエルディスクから去ったのと同時期にロボットとしては機能しなくなった。
バックアップシステムのおかげで意志を持てるようになる。ロボット時よりもお調子者のような性格になっており少年の姿になった。また、人間を知る内に「人間は地球の害」だと結論づけ、人間を全て排除して地球を救うという野望を抱く。Soulburnerとのデュエル時に更に知能が上がり、より好戦的な性格でAiを越えたと発言するなど不遜な性格となった。
Aiと共に晃の襲撃に加わり、Aiから序列がかなり下と言われデュエルの経験値を積むために出くわしたブラッドシェパードとゴーストガール相手に自身はスキルを使わないという縛りを加えた難易度の高い1vs2のデュエルを挑んで、有言実行を果たし勝利を収めた。
Aiからその功績を認められ、LINK VRAINSの一画にある「家電の島」の主に任命される。そこで家電達と楽しく過ごしていたが、Soulburnerに見つかりAiの居場所の情報をかけてデュエルをする。Soulburnerをあと一歩のところまで追い詰めたが、デュエルの情報量による負荷とイグニスのプログラムに自身が耐えられず、Aiに出会う前の家電ロボットに戻ってしまいデュエルを続行できなくなる。最期は転生炎獣ヒートライオの攻撃で敗北したのと同時に消滅した。
お手伝いロボット
声 - 武藤真子
財前葵の部屋のお手伝いロボット。葵のことを「葵ちゃん」とよび晃のことは「お兄様」と呼ぶ。
リンクリボー
声 - 金田アキ
Aiのサイバース世界にいた頃からの友達。Aiはリンクリボーの話していることは理解できない。
荒廃したサイバース世界でAiと再会し、Aiと共に遊作のデュエルディスクに世話になる。
ウィンディが作った仮のサイバース世界では、目付きが悪く声も低い別個体が登場したが、サイバース世界崩壊に巻き込まれ消滅している。
リングリボー
声 - 金田アキ
Aiとロボッピと行動を共にするリンクモンスター。上記のウィンディが作った仮のサイバース世界の目付きが悪い別個体に似ているが、こちらは体色が黒く凶暴な鳴き声を発する。
船のような機能もあり、Aiとロボッピはこのモンスターの内部に居住スペースを作り、LINK VRAINS内を移動している。
パンドール
声 - 金香里
ハノイの騎士が作り上げた対イグニス用AI。イグニスからの干渉を受けないプログラムを持っている。4体製作されており、蓄積されたデータを共有できる。また「人間に敵対行動を取らない」という条件こそあるが、イグニスと同様に意志がある。Aiの襲撃計画に備え、リボルバーが晃・ブルーメイデン・Go鬼塚・ゴーストガールのデュエルディスクに送信している。4体のうち3体はAiとロボッピによって消滅し、ブルーメイデンにいた個体だけ生き残った。
使用デッキは【トポロジーナ】。リンクモンスターは「トポロジック」と名の付いたモンスターを使用する。
Aiが財前の居場所を掴み襲撃にとって来た際、晃のデュエルディスクにいた1体が現実世界に立ちはだかり、Aiとデュエルする。Aiと人間との関わり方について議論するも平行線となりデュエルで決着をつける事になるが、敗北してしまう。

## 用語

### 世界観
LINK VRAINS（リンク ヴレインズ）
データの風が吹く、最新技術と膨大なデータで構築されたVR空間。「Into the VRAINS」の掛け声でログインすることが出来、そこで人々が日夜デュエルをしており、新たなデュエル体験に熱狂している。
「ハノイの塔」によりあらゆるデータが吸収され、街並みは崩壊したため、「新生LINK VRAINS」を創立した。
Den City（デンシティ）
最新のネットワークシステムが発達した都市。
SOL テクノロジー社
LINK VRAINSをその高度なネットワーク技術により構築し管理している、Den Cityにある大企業。
イグニス
鴻上博士が非人道的研究により生み出した、意思をもつ6体のAIの総称。
それぞれ属性が、風・水・炎・闇・光・地に分かれている。
最初は種としての寿命を持つ人類に代わる後継種の創造を目的としていた。礎のデータ収集のために下記のロスト事件を引き起こされ、強要されたデュエルをする6人の子供たちの姿を見て完成された。
しかし鴻上博士が行ったシミュレートにより、彼らの成長はやがて人類の滅亡を招くという結論に導かれ、以後排除すべき危険分子として認定されてしまう。
のちにリボルバーが各属性毎に分けてシミュレートした結果、人類が滅亡する原因が全てライトニングにあるということが判明した。
サイバース
ネットワークのどこかに存在するというイグニスが創造した世界。
作中の5年前にリボルバーがイグニスと共に滅ぼそうとしたが、Aiによって封印されていた。「ハノイの騎士」との決戦終焉後、Aiが戻ると何者かによって焼け野原となっていた。
ハノイの騎士
LINK VRAINSに、デュエルによるハッキングを仕掛ける謎のハッカー集団。サイバースを滅ぼそうとしている。LINK VRAINSの崩壊をたくらむ。
アナザー事件
ハノイの騎士が仕掛けた集団意識不明事件の通称。
Playmakerの特徴に該当するデュエリストを強制的にVR空間にログインさせ、電脳ウィルスを仕込み深い眠りにつかせる。精神を失った肉体は生きる屍状態になる。
ハノイプロジェクト
世間では「ロスト事件」と呼ばれていた謎のプロジェクト。遊作を含む6人の幼い子どもを誘拐・監禁した。
監禁された部屋にはVR装置のみが置かれており、負けたら電撃が流れる過酷なデュエルを子ども達に強いてきた。食事のランク等もデュエルの勝敗で変わっていく。
目的はイグニスの創造にあたり、誘拐した子供たちのデュエルの様子をAIに観察させ、意思を持たせることだった。
半年の時を経て罪の意識に苛まれた了見の通報により、解放又は保護された。

### デュエル関連
スピードデュエル
本作で導入された新しいデュエル。データストームを利用して、Dボードに乗って行う。OCGにも似たものがある。
メインモンスターカードゾーン、魔法・罠カードゾーンはそれぞれ3つずつで、最初の手札は4枚で始まる。メインフェイズ2は無いとマスターデュエルより簡略化されている。
デュエリストにはそれぞれデュエル中に一度だけ「スキル」の発動が許される。
障害に衝突するなどのダメージを受け過ぎると、現実世界に戻った時にフラッシュバックが起きて精神的ダメージが起きる。そのためデュエリストはデュエル中もビル等の障害を気にしなければならない。
スキル
スピードデュエルしてるデュエリストがそれぞれ固有に持つ、デュエル中に一度だけ特定の発動条件下を満たすことで発動が許される能力。ライフ回復や攻撃力増加などデュエルに関する効力を付与する。同じデュエリストでも使用デッキやアカウント名が変わると、スキルも変更される。
58話の「PlaymakerVSボーマン戦」では、ボーマンがマスターデュエルでありながらスキル「Storm Access」を発動させた。これは風のイグニス・ウィンディがデータストームを操りマスターデュエルでもスキルを発動する事が可能にしたためである。
マスターデュエル
過去作通じて行われてきた従来のデュエルスタイル。
スキルは基本発動不可能だが、このデュエルでスキルを発動することが可能なデュエリストがちらほら存在する。
データストーム
LINK VRAINSで吹かれる風。そこで「スピードデュエル」を行う。最初は都市伝説の類として言い伝えられていた。
風の中には未知のモンスター（リンクモンスター）が住み、新世界が広がっていると言われている。また、データストームが強烈なほど強力なモンスターが住んでいる。遊作が捕らえた「イグニス」が再び巻き起こした。
スピードデュエルではデータストームの上にデュエルボードを乗せ、流れるままデュエルを行う。
データゲイル
ハノイの騎士が使用するシステム。データストームを巻き上げ、データストームが無くてもスピードデュエルを行える環境を作り出す。これによってデータストームの流れに沿ったデュエルしか行えなかったスピードデュエルにて、縦横無尽に動き回るスピード感溢れるデュエルが出来るようになった。
リンク召喚
本作から新たに登場するモンスターの召喚方法。リンクマーカーの数に相当する必要なモンスターを墓地に送ることで、エクストラデッキからLINKの数値が一致する「リンクモンスター」を特殊召喚できる。
リンクモンスターのイラストの枠を模したリンク召喚を行う舞台を「サーキット」又は「未来回路」と呼んでいる。
第13話の「PlaymakerVSリボルバー」戦までは、「サーキット」が出現しそのゲートの中の異空間に飛び込んで行っていた。その後リンク素材となるモンスターがゲートと同じ形をした枠の召喚するリンクモンスターのリンクマーカーと同じ所へ飛んでいき、リンクモンスターが登場して異空間から脱出する演出がなされている。しかし第14話以降は監督が変更され演出方針が変わったのか異空間には飛びこまず、プレイヤーの足元や正面などの周囲にサーキットが出現するようになり、モンスターがそこに飛び込む形と簡略化されている。
また、Soulburnerは召喚条件を無視して同名モンスターであれば1体で新たにリンク召喚を可能とする「転生リンク召喚」を幾度となく使用した。
リンクモンスター
リンク召喚で召喚できるモンスター。レベル・ランクを持たず、守備力が皆無の為守備表示が出来ない。
最初はエクストラモンスターゾーンに置かれ、エクストラデッキのモンスターを続いて召喚する際、「リンクマーカー」と呼ばれる赤い三角形の所に指してあるメインモンスターゾーンに召喚が出来る。またリンクマーカーの所にセットされた時に効果を発動することが出来るリンクモンスターもいるため、カードの配置に気にしないといけない場合があり、これまでの遊戯王シリーズになかった戦術の応酬がある。
リンクマジック
リンクマーカーが付いた魔法カード。現状使用されているのは、上向きのリンクマーカー3つを持ち、リンク先のリンクモンスターの攻撃力を戦闘時倍加させる《裁きの矢》のみ。また、ライトニングはモンスター効果でリンクマジックとなる「天装騎兵プルンブーマ・トリデンティ」を所有しており、その効果によりリンクマジック扱いで使用した。
ボーマン・ビット・ブート・ライトニング・ハルがデュエルで使用した他、旧サイバース世界を襲撃する際にも使用されている。
元々は旧サイバース世界のリセットを目論んでいたライトニングが作成したカードである。
ボーマンとの死闘後、人類に犯行声明を出したAiが＠イグニスターデッキに「自分へのケジメ」として「裁きの矢」をデッキに投入し使用した。

## 登場カード

### 主要キャラの使用カテゴリ
Playmakerの使用する攻撃力2500のモンスター
Playmakerの使用する攻撃力2500の主人公ステータスを持つモンスター達。番組を通して1体のエースモンスターで物語を進める遊戯王シリーズにおいて初の試みである。
ファイアウォール・ドラゴン
- 分類：リンク・効果モンスター
- リンク：4
- リンクマーカー：上/左/右/下
- 属性：光
- 種族：サイバース族
- 攻撃力：2500

Playmakerのエースモンスター。vsリボルバー（1戦目）において、スキル「Storm Access」によって入手する。
主人公が使用する攻撃力2500枠のエースモンスターだが、放送期間中にOCGルールで制限カード化を経て禁止カードに指定されたため、使用されたのは現在リボルバー戦の2回、財前晃戦、鎧坂戦、Go鬼塚戦(2戦目)の計5回のみと非常に出番が少なく、中には召喚されただけで効果を発動せず場から離れたケースもあった。
このカードがフィールドに表側表示で存在する限り1度だけ、このカードと相互リンクしているモンスターの数まで自分または相手のフィールド・墓地のモンスターを対象に持ち主の手札に戻す効果とこのカードのリンク先のモンスターが、戦闘で破壊された場合、または墓地へ送られた場合に手札からモンスター1体を特殊召喚する効果と2つの効果を持つ。
攻撃名は「テンペストアタック」。手札に戻す効果名は「エマージェンシーエスケイプ」。
ファイアウォール・X・ドラゴン
- 分類：エクシーズ・効果モンスター
- ランク：4
- 属性：闇
- 種族：サイバース族
- 攻撃力：2500
- 守備力：2000

Playmakerの使用するエクシーズモンスター。ファイアウォール・ドラゴンの派生形態。初登場はvs鬼塚剛/Go鬼塚戦（２戦目）スキル「Neo Storm Access」によって入手する。
このカードがエクシーズ召喚に成功した時リンク状態となっているリンクモンスターのリンクマーカーの数だけ攻撃力が×500アップする効果と、エクシーズ素材を二つ取り除くことで、墓地のリンク4のサイバース族モンスター一体をこのカードとリンク状態にするよう特殊召喚する効果と2つの効果を持つ。
エクシーズ召喚時の台詞は「万物を蹴散らす力の壁よ。今、竜の牙となりて顕現せよ！エクシーズ召喚！現れよ、ランク４！《ファイアウォール・Ｘ・ドラゴン》！」。
攻撃名は「ライジング・クリプト・リミット」。
ファイアウォール・ドラゴン・ダークフルード
- 分類：リンク・効果モンスター
- リンク：5
- リンクマーカー：上/左/右/左下/右下
- 属性：闇
- 種族：サイバース族
- 攻撃力：3000

Playmakerの使用するリンクモンスター。ファイアウォール・ドラゴンの強化形態。vsボーマン戦（4戦目）にて、Aiを除く5体のイグニスの力を結集して生み出された。
１～４回目の攻撃の際には、攻撃名に対応する半透明のイグニス達が現れ、その属性のエネルギーで攻撃する演出がなされた。
自分の墓地のサイバース族モンスターの種類（儀式・融合・Ｓ・Ｘ）の数だけこのカードにカウンターを置く効果と、このカードの攻撃力をバトルフェイズの間このカードニューハーフ乗っているカウンターの数×２５００アップする効果と、相手がモンスターの効果を発動した時、このカードのカウンターを１つ取り除きその発動を無効にする効果と、その効果をこのカードの攻撃宣言時からダメージステップ終了時までに発動した場合このカードはもう１度続けて攻撃できる効果と4つの効果を持つ。
リンク召喚時の台詞は「宇宙に満たる神秘の力、奇跡の星に降り注ぎ、無限の命を紡ぎ出せ！リンク召喚！現れろ、リンク５！《ファイアウォール・ドラゴン・ダークフルード》！」。
攻撃名は「ネオテンペスト・（フレイム・アクア・アース・ウィンデイ・エンド）」で、Ai戦では「ネオテンペスト」。相手が発動した効果を無効にする効果名は「カルマ・ギア」。
サイバース・マジシャン
- 分類：儀式・効果モンスター
- レベル：7
- 属性：闇
- 種族：サイバース族
- 攻撃力：2500
- 守備力：2000

Playmakerの使用する儀式モンスター。初登場はvsボーマン戦。「サイバネット・リチューアル」によって儀式召喚される。
このカードがモンスターゾーンに存在する限り自分が受ける全てのダメージを半分にする効果と、自分フィールドにリンクモンスターが存在する限り相手は他のモンスターを攻撃・効果の対象に選択出来ない効果と、リンクモンスターと戦闘するとき攻撃力を1000アップする効果と、相手のカード効果で破壊された場合デッキからサイバース族モンスター1枚を手札に加える効果と、4つの効果を持つ。
儀式召喚時の台詞は「契約は結ばれた！ 2つの魂は闇の力を操る賢者へと受け継がれる！ 儀式召喚！ 降臨せよ！ サイバース・マジシャン！」。
攻撃名は「サイバース・マジック」、ダメージを半分にする効果名は「サイバース・アーキテクト」。
サイバース・クロック・ドラゴン
- 分類：融合・効果モンスター
- レベル：7
- 属性：闇
- 種族：サイバース族
- 攻撃力：2500
- 守備力：2000

Playmakerの使用する融合モンスター。初登場はvsブラッドシェパード戦。
このカードが融合召喚に成功した時素材としたリンクモンスターのリンクマーカーの数だけデッキの上からカードを墓地に送る効果と、その効果で墓地に送ったカード1枚につき攻撃力を1000アップする効果と、自分フィールドにリンクモンスターが存在する限り相手は他のモンスターを攻撃・効果の対象に選択出来ない効果と、融合召喚したこのカードが相手のカード効果で墓地へ送られた場合デッキから魔法カード1枚を手札に加える効果と、4つの効果を持つ。
融合召喚時の台詞は「今、雄大なる翼のもとに集いしつわものたちよ！ 新たなる伝説となれ。融合召喚！ 出でよ！ 《サイバース・クロック・ドラゴン》！」。
攻撃名は「パルスプレッシャー」、攻撃力をアップする効果名は「サイバース・クロックアップ」。
サイバース・クアンタム・ドラゴン
- 分類：シンクロ・効果モンスター
- レベル：7
- 属性：闇
- 種族：サイバース族
- 攻撃力：2500
- 守備力：2000

Playmakerの使用するシンクロモンスター。初登場はvsボーマン戦（3戦目）にて、スキル「Neo Storm Access」によって入手される。
自分フィールドにリンクモンスターが存在する限り、相手はこのカード以外の自分フィールドのモンスターを、攻撃対象にできず、効果の対象にできない効果と、1ターンに1度このカードが相手モンスターと戦闘を行う時にその相手モンスターを持ち主の手札に戻す効果と、手札に戻す効果を発動した場合にこのカードはもう1度続けて攻撃できる効果と、3つの効果を持つ。
シンクロ召喚時の台詞は「紫電一閃！ 未知なる力が飛竜乗雲となる。シンクロ召喚！ 降臨せよ！《サイバース・クアンタム・ドラゴン》！」。
攻撃名は「クアンタムエンクリプション」、持ち主の手札に戻す効果名は「ドライブバックショット」。
コード・トーカー
Playmakerの使用するモンスター群。
Playmakerのスキル「Storm Access」により、デュエル中にエクストラデッキに加わり、主力として使用している。
デコード・トーカー
- 分類：リンク・効果モンスター
- リンク：3
- リンクマーカー：上/左下/右下
- 属性：闇
- 種族：サイバース族
- 攻撃力：2300

Playmakerの使用するリンクモンスター。スキル「Storm Access」によって入手した最初のカード。禁止カードに指定されたことで登場しなくなったファイアウォール・ドラゴンに代わり、作中後半からはエースモンスター相当の扱いを受けている。
このカードの攻撃力は、このカードのリンク先のモンスターの数×500アップする効果と、自分フィールドのカードを対象とする相手の魔法・罠・モンスターの効果が発動した時、このカードのリンク先の自分のモンスター1体をリリースしてその発動を無効にし破壊する効果と2つの効果を持つ。
攻撃名は「デコード・エンド」。攻撃力をアップする効果名は「パワーインテグレーション」。
エンコード・トーカー
- 分類：リンク・効果モンスター
- リンク：3
- リンクマーカー：上/下/右下
- 属性：光
- 種族：サイバース族
- 攻撃力：2300

1ターンに1度、このカードのリンク先の自分のモンスターがそのモンスターより攻撃力が高い相手モンスターと戦闘を行うダメージ計算前に発動し、その自分のモンスターはその戦闘では破壊されず、戦闘で発生する自分への戦闘ダメージは0になる効果と、ダメージ計算後、このカードまたはこのカードのリンク先の自分のモンスター1体を選び、その攻撃力をターン終了時まで、その戦闘を行った相手モンスターの攻撃力分アップする効果と2つの効果を持つ。
攻撃名は「ファイナルエンコード」。
エクスコード・トーカー
- 分類：リンク・効果モンスター
- リンク：3
- リンクマーカー：上/左/右
- 属性：風
- 種族：サイバース族
- 攻撃力：2300

このカードがリンク召喚に成功した時、EXモンスターゾーンのモンスターの数だけ使用していないメインモンスターゾーンを指定して発動し、指定したゾーンはこのモンスターが表側表示で存在する間は使用できない効果と、このカードのリンク先のモンスターは攻撃力が500アップし、効果では破壊されない効果と2つの効果を持つ。
攻撃名は「エクスコード・クローズ」。モンスターゾーンを使用不可にする効果名は「グラスプゾーン」。
パワーコード・トーカー
- 分類：リンク・効果モンスター
- リンク：3
- リンクマーカー：左/右/左下
- 属性：炎
- 種族：サイバース族
- 攻撃力：2300

1ターンに1度、フィールドの表側表示モンスター1体を対象にそのモンスターの効果をターン終了時まで無効にする効果と、このカードが相手モンスターと戦闘を行うダメージ計算時にこのカードのリンク先の自分モンスター1体をリリースして発動し、このカードの攻撃力をそのダメージ計算時のみ、元々の攻撃力の倍にする効果と2つの効果を持つ。
攻撃名は「パワーターミネーションスマッシュ」。モンスター効果を無効にする効果名は「ワイヤー・リストラクション」。
トランスコード・トーカー
- 分類：リンク・効果モンスター
- リンク：3
- リンクマーカー：上/右/下
- 属性：地
- 種族：サイバース族
- 攻撃力：2300

このカードが相互リンク状態の場合、このカード及びこのカードの相互リンク先のモンスターの攻撃力を500アップし、相手の効果の対象にさせない効果と、このカード以外の自分の墓地のリンク3以下のサイバース族リンクモンスター1体を対象に、そのモンスターをこのカードのリンク先となる自分フィールドに特殊召喚する効果と2つの効果を持つ。
攻撃名は「トランスコード・フィニッシュ」又は「トランス・フォールト」。
シューティングコード・トーカー
- 分類：リンク・効果モンスター
- リンク：3
- リンクマーカー：上/左/下
- 属性：水
- 種族：サイバース族
- 攻撃力：2300

自分バトルフェイズ中にこのカードの攻撃回数をリンク先のモンスターの数＋1回まで増やす効果と、相手フィールドのモンスターが1体のみの場合そのモンスターと戦闘を行うこのカードの攻撃力を400ダウンする効果と、バトルフェイズ終了時にこのカードが戦闘で破壊したモンスターの数だけ自分はデッキからドローする効果と、3つの効果を持つ。
攻撃名は「シューティング・コンプリート」。
アクセスコード・トーカー
- 分類：リンク・効果モンスター
- リンク：4
- リンクマーカー：上/左/右/下
- 属性：闇
- 種族：サイバース族
- 攻撃力：2300

本作最後のリンク召喚モンスターで、召喚時には長らく省略されていた「アローヘッド確認」「サーキット・コンバイン」の口上が使用された。
このカードがリンク召喚に成功した時、リンク素材となったリンクモンスターのリンクマーカーの数×1000アップする効果と、自分の墓地の属性が異なるモンスターを1体ずつゲームから除外して相手フィールドのカード1枚破壊できる効果と2つの効果を持つ。
リンク召喚時の台詞は「まだ見ぬ世界へ繋がる風を掴め。リンク召喚！リンク4
！《アクセスコード・トーカー》！」。
フィールドのカードを破壊する効果は「アクセス・インテグレーション」。
転生炎獣（サラマングレイト）
Soulburnerの使用するモンスター群。
剛鬼
Go鬼塚の使用するモンスター群。
メインデッキに入るものはいずれもプロレス技名を由来としており、多くは生き物の名前に読める部分が最後にくる様に元の技名から単語を並び変えられている。一方でリンクモンスターは「実在のプロレスラーのリングネームの一部＋オーガ」の命名則がある。
ダイナレスラー
バウンティハンターになったGo鬼塚の使用するモンスター群。鬼塚の他のハンター達も同カテゴリーカードを使用している。
トリックスター
ブルーエンジェルの使用するモンスター群。
属するモンスターは全て光属性・天使族で統一されており、その多くがデュエルのプレイングをトリガーに相手に微弱なバーンダメージを与える効果を持つ。
海晶乙女（マリンセス）
ブルーメイデンの使用するモンスター群。アクアから受け取った水属性サイバースのモンスター群。
オルターガイスト
ゴーストガールの使用するモンスター群。
ティンダングル
財前晃の使用するモンスター群。妹の葵との絆をイメージしたコンセプトとなっている。
ドローン
ブラッドシェパードの使用するモンスター群。

### ハノイの騎士の使用カテゴリ
ヴァレット/ヴァレル
リボルバーの使用するモンスター群。
マスターデュエルにて使用している。
ヴァレルロード・ドラゴン
- 分類：リンク・効果モンスター
- リンク：4
- リンクマーカー：左/左下/右下/右
- 属性：闇
- 種族：ドラゴン族
- 攻撃力：3000

リボルバーのエースモンスターの一体。vsPlaymaker（２戦目）において初登場。
モンスターの効果の対象にならない効果を持つ。
1ターンに一度フィールドの表側表示モンスター１体を対象として発動でき、そのモンスターの攻撃力・守備力は５００ダウンする。この効果の発動に対して相手はカードの効果を発動できない。また攻撃時、攻撃対処委になったモンスターのコントロールを得るが、エンドフェイス時に破壊される効果を持つ。
攻撃名は「天雷のヴァレル・カノン」。弱体化の効果名は「アンチ・エネミー・ヴァレット」、相手モンスターのコントロールを得る効果は「ストレンジ・トリガー」。
リンク召喚時の台詞は「閉ざされし世界を貫く我が新風！リンク召喚！現れろ！リンク４《ヴァレルロード・ドラゴン》！
トポロジック
リボルバーの使用するモンスター群。
リボルバーのスキル「Storm Access」により、デュエル中にエクストラデッキに加わり、主にスピードデュエルで使用している。
Aiとの戦いの中では、パンドールが蜂モチーフ「トポロジーナ」カテゴリーを併用して2体の「トポロジック」リンクモンスターを召喚している。
聖（サン）
スペクターの使用するモンスター群。スペクターをかつて救った大樹をモチーフにしたカテゴリー。攻撃対象にならない「聖天樹の妖精(サンアヴァロン・ドリュアス)」を筆頭に、ダメージを受けることで聖天樹が進化していく。また、特攻要員としてはリンク1ながらも、リンクマーカーの数で攻撃力が上がり、戦闘破壊で墓地に送ったモンスターを自分の場に寝返らせる強力な効果を持つ「聖蔓の剣士(サンヴァイン・スラッシャー)」などが存在。

### イグニスの使用カテゴリ
Ｇゴーレム
アースの使用するモンスター群。地のイグニスからか、モンスターの殆どは地属性。また、アクアから託された水属性の「クリスタル・ハート」とのコンボを有するカードも存在する。
嵐闘機（ストームライダー）
ウィンディの使用するモンスター群。風のイグニスからか、モンスターの殆どは風属性。相手の罠・魔法に関する効果を持つものが多い。
天装騎兵（アルマートス・レギオー）
ライトニングの使用するモンスター群。光のイグニスからか、モンスターの殆どは光属性。他のイグニスよりも展開力に優れ、リンクマジック化するリンクモンスターなども存在。リンク魔法「ジャッジメント・アローズ」の効果を最も活かすことができるカテゴリー。
＠イグニスター（アットイグニスター）
Aiが使用するモンスター群。炎属性なら赤、風属性なら黄緑、地属性なら茶色と属性毎にイグニス達と同じカラーリングをしており、これはボーマンとの戦いで消滅していったイグニス達への思いが込められたもの。遊作のデコード・トーカーと見た目がよく似た「ダークナイト＠イグニスター」や、リンクマーカー6と作中最高マーカー数の「ジ・アライバル・サイバース＠イグニスター」などが投入されている。

### その他の登場人物の使用カテゴリ
ハイドライブ
ボーマン・ハルの使用するモンスター群。
対応する属性のモンスター効果を封じる効果「プロパティ・ゼロ」を持っており、リンクが上がるほど封じる属性の数が増えていく。カテゴリーは6属性全てを網羅している。現在リンク3のモンスターは「ロード」、リンク4のモンスターは「モナーク」とついており、「アローザル・ハイドライブ・モナーク」などはサイコロを振ることで出目に応じた属性効果を発動している。リンク5の「キメラ・ハイドライブ・ドラグリッド」はニューロンリンクを果たす度に属性の異なるドラグリッドモンスターを手に入れている。

## スタッフ
- 原作 - 高橋和希、スタジオ・ダイス（週刊少年ジャンプ）
- 監督 - 細田雅弘（第1 - 13話）→浅野勝也（第14話 - ）
- 監修 - 佐藤竜雄（第14話 - ）
- 助監督 - 武藤公春（第32話 - ）
- シリーズ構成 - 吉田伸
- デュエル構成 - 彦久保雅博
- キャラクターデザイン - 原憲一
- モンスターデザイン - 長森佳容
- コンセプトデザイン - 反田誠二
- 設定 - 杉本一将
- 美術監督 - 榊枝利行
- 色彩設計 - 箕輪綾美
- 撮影監督 - 小町哲、小野剛史
- CGプロデュース - 川島英憲(第1話 - 第77話)、永田太
- CGディレクション - 上條嘉之
- 編集 - 楫野允史
- 音響監督 - 松岡裕紀
- 音楽 - 光宗信吉
- アニメーションプロデューサー - 水田賢治、佐藤義人
- アニメーション統括 - 杉山豊
- プロデューサー - 数野高輔（テレビ東京）、実松照晃
- アニメーション制作 - ぎゃろっぷ
- 製作 - テレビ東京、NAS

## 主題歌

### オープニングテーマ
「With The Wind」（TURN 1 - TURN46、TURN120 ED）
作詞・作曲・編曲 - Yocke / 歌 - 富永TOMMY弘明（マーベラス）
「go forward」（TURN47 - TURN102）
作詞・歌 - KIMERU（マーベラス） / 作曲・編曲 - Yocke
第54話からは本編に合わせ、ブルーエンジェルのイラストがブルーガールに変更されている。
「calling」（TURN103 - TURN120）
作詞・歌 - KIMERU（マーベラス） / 作曲・編曲 - Yocke

### エンディングテーマ
「Believe In Magic」（TURN 1 - TURN 24）
作詞 - MICRO, Bobby Conscious / 作曲 - 藤本和則 / 編曲 - Kazunori Fujimoto for D.O.C / 歌 - 龍雅-Ryoga- (avex entertainment inc.)
「Writing Life」（TURN 25 - TURN46）
作詞 - 福山匠 / 作曲 - 児玉一真 / 編曲 - Goodbye holiday / 歌 - Goodbye holiday (avex entertainment inc.)
「BOY」（TURN47 - TURN 70）
作詞・作曲・編曲 - K / 歌 - uchuu; (SPACE SHOWER MUSIC)
第53話からは本編に合わせ、ブルーエンジェルのイラストがブルーガールに変更されている。
「glory」（TURN71 - TURN95）
作詞 - Miku Kobato / 作曲・編曲・歌 - BAND-MAID (CROWN STONES)
本編に合わせ、第74話からはGO鬼塚とその背景、第77話からはブルーガールのイラストがブルーメイデンに其々変更されている。
「Are you ready？」（TURN96 - TURN119）
作詞 - 松隈ケンタ×JxSxK / 作曲 - 松隈ケンタ / 編曲 - Satoshi Toyosumi, Ichiro Iguchi, Kazuki Sato, oni, Kohei Abe, Kotaro Nakatani(SMC), Ohara just begun /  歌 - BiS (Revolver records)
本編に合わせ、第104話からはイラストにAiとロボッピの人間体が追加されている。

## 各話リスト
| 話数     | 放送日         | サブタイトル                   | 脚本            | コンテ                     | 演出                     | 作画監督                                             | 制作協力                      |
| -------- | -------------- | ------------------------------ | --------------- | -------------------------- | ------------------------ | ---------------------------------------------------- | ----------------------------- |
| TURN 1   | 2017年 5月10日 | 俺の名はPlaymaker              | 吉田伸          | 細田雅弘                   | 山本隆太                 | 荏原裕子 山科和佳菜 安倍麻衣子                       | -                             |
| TURN 2   | 5月17日        | 風を掴め! Storm Access         | 吉田伸          | 須永司                     | 武藤公春                 | 川村裕哉 宇代祐規                                    | -                             |
| TURN 3   | 5月24日        | ファースト・コンタクト         | 吉田伸          | 髙田昌宏                   | 三家本泰美               | 佐藤瑞基 長谷川一生                                  | ライジングフォース            |
| TURN 4   | 5月31日        | カリスマデュエリスト Go鬼塚    | 武上純希        | 山本隆太                   | 布施康之                 | Lee Sung-jin Kang Hyeon-guk                          | MIGHTY MAX MOVIE Cho Geum-nam |
| TURN 5   | 6月7日         | 鳴動のスリーカウント           | 武上純希        | 有江勇樹 山本隆太 髙田昌宏 | 神原敏昭                 | 岡野幸男 田村恭穂 豊田暁子                           | テディー                      |
| TURN 6   | 6月14日        | アイドル!! ブルーエンジェル    | 前川淳          | 須永司                     | 髙田昌宏                 | 横田明美 荏原裕子                                    | -                             |
| TURN 7   | 6月21日        | ハノイの天使                   | 前川淳          | 髙田昌宏                   | 山本隆太                 | Noh Gil-bo                                           | -                             |
| TURN 8   | 7月5日         | 風を操りし者                   | 吉田伸          | 山本隆太                   | 布施康之                 | Lee Sung-jin Kang Hyeon-guk                          | MIGHTY MAX MOVIE Cho Geum-nam |
| TURN 9   | 7月12日        | 追い求めてきた敵               | 吉田伸          | 須永司                     | 三家本泰美               | 佐藤瑞基 長谷川一生                                  | ライジングフォース            |
| TURN 10  | 7月19日        | 衝撃! サイバース消失           | 吉田伸          | 須永司                     | 武藤公春                 | 川村裕哉 宇代祐規                                    | -                             |
| TURN 11  | 7月26日        | 轟く弾倉 ヴァレルロード        | 吉田伸          | えらん                     | 神原敏昭                 | 岡野幸男 田村恭穂 豊田暁子                           | テディー                      |
| TURN 12  | 8月2日         | 鉄壁の守護竜 ファイアウォール  | 吉田伸          | 髙田昌宏                   | 髙田昌宏                 | 横田明美 荏原裕子 Noh Gil-bo                         | -                             |
| TURN 13  | 8月9日         | 激闘の記録                     | 吉田伸          | 細田雅弘                   | 細田雅弘                 | 荏原裕子                                             | -                             |
| TURN 14  | 8月16日        | ゴーストガールの誘い           | 武上純希        | 西田章二                   | 布施康之                 | Lee Sung-jin Kang Hyeon-guk                          | MIGHTY MAX MOVIE Cho Geum-nam |
| TURN 15  | 8月23日        | 闇に忍ぶオルターガイスト       | 武上純希        | 山本隆太                   | 山本隆太                 | Noh Gil-bo                                           | -                             |
| TURN 16  | 8月30日        | 潜入SOL電脳要塞                | 前川淳          | 須永司                     | 三家本泰美               | 佐藤瑞基 長谷川一生                                  | ライジングフォース            |
| TURN 17  | 9月6日         | 完全無欠のAIデュエリスト       | 前川淳          | 須永司                     | 武藤公春                 | 川村裕哉 宇代祐規                                    | -                             |
| TURN 18  | 9月13日        | 胸に刻まれた傷                 | 吉田伸          | えらん                     | 布施康之                 | Kang Hyeon-guk Lee Sung-jin                          | MIGHTY MAX MOVIE Cho Geum-nam |
| TURN 19  | 9月20日        | 闇に葬られし事件               | 吉田伸          | 町谷俊輔                   | 神原敏昭                 | 岡野幸男 豊田暁子 金子優司                           | テディー                      |
| TURN 20  | 9月27日        | ゆずれない正義                 | 吉田伸          | 髙田昌宏                   | 髙田昌宏                 | 横田明美 荏原裕子                                    | -                             |
| TURN 21  | 10月4日        | 新たな闘いの火種               | 吉田伸          | 山本隆太                   | 山本隆太                 | Noh Gil-bo                                           | -                             |
| TURN 22  | 10月11日       | 漆黒に染まる日輪               | 米村正二        | 須永司                     | 布施康之 Kim Seong-beom  | Lee Sung-jin Kang Hyeon-guk                          | MIGHTY MAX MOVIE Cho Geum-nam |
| TURN 23  | 10月18日       | ゲノムの巨人                   | 米村正二        | えらん                     | 山本隆太                 | Noh Gil-bo                                           | -                             |
| TURN 24  | 10月25日       | ダークマスクが背負う宿命       | 米村正二 前川淳 | 西田章二                   | 三家本泰美               | 佐藤瑞基 長谷川一生                                  | ライジングフォース            |
| TURN 25  | 11月1日        | ウィルスデッキ・オペレーション | 前川淳          | 髙田昌宏                   | 武藤公春                 | 川村裕哉 宇代祐規                                    | -                             |
| TURN 26  | 11月8日        | 希望を導くスリー・ドロー       | 前川淳          | 山本隆太                   | 布施康之                 | Kang Hyeon-guk Lee Sung-jin Hwang Seong-won          | MIGHTY MAX MOVIE Cho Geum-nam |
| TURN 27  | 11月15日       | 闘う男、島直樹                 | 広田光毅        | えらん                     | 小野田雄亮               | 岡野幸男 青木真理子                                  | テディー                      |
| TURN 28  | 11月22日       | 三騎士、最後の将               | 広田光毅        | 髙田昌宏                   | 髙田昌宏                 | 横田明美 荏原裕子                                    | -                             |
| TURN 29  | 11月29日       | クサナギ・リポート             | 前川淳          | 浅野勝也                   | 武藤公春                 | 荏原裕子                                             | -                             |
| TURN 30  | 12月6日        | 奈落への扉                     | 武上純希        | 須永司                     | 山本隆太                 | Noh Gil-bo                                           | -                             |
| TURN 31  | 12月13日       | 終末のトリガー                 | 武上純希        | えらん                     | 布施康之                 | Lee Sung-jin Kang Hyeon-guk Seo Soon-young           | MIGHTY MAX MOVIE Cho Geum-nam |
| TURN 32  | 12月20日       | ハノイの塔                     | 米村正二        | ルーチェ・ヤギ             | 三家本泰美               | 佐藤瑞基 長谷川一生                                  | ライジングフォース            |
| TURN 33  | 12月27日       | 青い涙の天使                   | 米村正二        | えらん                     | 武藤公春                 | 川村裕哉 宇代祐規                                    | -                             |
| TURN 34  | 2018年 1月10日 | 聖なる天樹                     | 米村正二        | えらん                     | 高橋雅和                 | 岡野幸男 金子優司 茂木輝                             | テディー                      |
| TURN 35  | 1月17日        | もう一つのロスト事件           | 吉田伸          | ルーチェ・ヤギ             | 松川朋弘 福井智子        | 山村有理 Synod                                       | IMAGICAイメージワークス       |
| TURN 36  | 1月24日        | くだらない正義                 | 広田光毅        | えらん                     | 布施康之                 | Kang Hyeon-guk Lee Sung-jin                          | MIGHTY MAX MOVIE Cho Geum-nam |
| TURN 37  | 1月31日        | 我が母なる樹                   | 広田光毅        | 髙田昌宏                   | 髙田昌宏                 | 荏原裕子 横田明美                                    | -                             |
| TURN 38  | 2月7日         | ハノイの追想                   | 武上純希        | 武藤公春                   | 武藤公春                 | 橋森有加                                             | -                             |
| TURN 39  | 2月14日        | 闇に葬る弾丸                   | 前川淳          | 山本隆太                   | 山本隆太                 | Noh Gil-bo                                           | -                             |
| TURN 40  | 2月21日        | 勝利への渇望                   | 前川淳          | 西田章二                   | 三家本泰美               | 佐藤瑞基 長谷川一生                                  | ライジングフォース            |
| TURN 41  | 2月28日        | 欺かれた事実                   | 武上純希        | えらん                     | 布施康之                 | Lee Sung-jin Kang Hyeon-guk                          | MIGHTY MAX MOVIE Cho Geum-nam |
| TURN 42  | 3月7日         | スターダスト・ロードの導き     | 武上純希        | えらん                     | 高橋雅和                 | 金子優司                                             | テディー                      |
| TURN 43  | 3月14日        | イグニスの誕生                 | 吉田伸          | ルーチェ・ヤギ             | 武藤公春                 | 川村裕哉 宇代祐規                                    | -                             |
| TURN 44  | 3月21日        | 運命の囚人                     | 吉田伸 立原正輝 | 髙田昌宏                   | 髙田昌宏                 | 荏原裕子 横田明美                                    | -                             |
| TURN 45  | 3月28日        | 極限領域のデュエル             | 吉田伸 立原正輝 | 町谷俊輔                   | 布施康之                 | Kang Hyeon-guk Lee Sung-jin                          | MIGHTY MAX MOVIE Cho Geum-nam |
| TURN 46  | 4月4日         | 未来を描き出すサーキット       | 吉田伸 立原正輝 | えらん                     | 三家本泰美               | 佐藤瑞基 長谷川一生 横田明美                         | ライジングフォース            |
| TURN 47  | 4月11日        | 帰ってきたPlaymaker            | 吉田伸          | 浅野勝也                   | 山本隆太                 | Noh Gil-bo                                           | -                             |
| TURN 48  | 4月18日        | 裁きの矢                       | 立原正輝        | セトウケンジ               | 高橋雅和                 | 金子優司                                             | テディー                      |
| TURN 49  | 4月25日        | 炎をまといし決闘者             | 立原正輝        | 小野勝巳                   | 髙田昌宏                 | 荏原裕子                                             | -                             |
| TURN 50  | 5月2日         | 転校生、穂村 尊                | 吉田伸          | ルーチェ・ヤギ             | 布施康之                 | Kang Hyeon-guk Lee Sung-jin                          | MIGHTY MAX MOVIE Cho Geum-nam |
| TURN 51  | 5月9日         | カリスマを捨てた男             | 前川淳          | 髙田昌宏                   | 武藤公春                 | 川村裕哉 宇代祐規                                    | -                             |
| TURN 52  | 5月16日        | 名ばかりの英雄                 | 前川淳          | 須永司                     | 三家本泰美               | 佐藤瑞基 長谷川一生                                  | ライジングフォース            |
| TURN 53  | 5月23日        | 賞金稼ぎ ブラッドシェパード    | 広田光毅        | 町谷俊輔                   | 山本隆太                 | Noh Gil-bo                                           | -                             |
| TURN 54  | 5月30日        | 戦慄のバトルドローン           | 広田光毅        | えらん                     | 高橋雅和                 | 金子優司 豊田暁子                                    | テディー                      |
| TURN 55  | 6月6日         | 未知なる世界へ                 | 吉田伸          | 須永司                     | 布施康之                 | Kang Hyeon-guk Lee Sung-jin                          | MIGHTY MAX MOVIE Cho Geum-nam |
| TURN 56  | 6月13日        | 初陣! ブルーガール             | 武上純希        | ルーチェ・ヤギ             | 山崎茂                   | 片岡恵美子 山田太郎 粟井重紀                         | アニメーション・プラネット    |
| TURN 57  | 6月20日        | 雲上の決戦                     | 立原正輝        | えらん                     | 髙田昌宏                 | 川村裕哉 荏原裕子 宇代祐規                           | -                             |
| TURN 58  | 7月4日         | レプリカの魂                   | 立原正輝        | えらん                     | 山本隆太                 | Noh Gil-bo                                           | -                             |
| TURN 59  | 7月11日        | ハノイ再始動                   | 吉田伸          | 髙田昌宏                   | 武藤公春                 | 荏原裕子                                             | -                             |
| TURN 60  | 7月18日        | 敗北のブレイヴ・マックス       | 広田光毅        | 須永司                     | 三家本泰美               | 佐藤瑞基 長谷川一生                                  | ライジングフォース            |
| TURN 61  | 7月25日        | 闇より出でし絶望               | 広田光毅        | ルーチェ・ヤギ             | 布施康之                 | Kang Hyeon-guk Lee Sung-jin                          | MIGHTY MAX MOVIE Cho Geum-nam |
| TURN 62  | 8月1日         | 忌まわしき亡霊                 | 前川淳          | 西田章二                   | 高橋雅和                 | 金子優司 豊田暁子                                    | テディー                      |
| TURN 63  | 8月8日         | 転生する炎                     | 前川淳          | 須永司                     | 武藤公春                 | 川村裕哉 荏原裕子 宇代祐規                           | -                             |
| TURN 64  | 8月15日        | ターニング・ポイント           | 武上純希        | 髙田昌宏                   | 粟井重紀                 | 片岡恵美子 山田太郎 本田松希                         | アニメーション・プラネット    |
| TURN 65  | 8月22日        | Playmakerの息吹                | 彦久保雅博      | 山本隆太                   | 山本隆太                 | Noh Gil-bo                                           | -                             |
| TURN 66  | 8月29日        | 地のイグニス「アース」         | 前川淳          | 須永司                     | 李羅妍                   | Kang Hyeon-guk Lee Sung-jin                          | MIGHTY MAX MOVIE Cho Geum-nam |
| TURN 67  | 9月5日         | AIに宿る慕情                   | 前川淳          | 西田章二                   | 三家本泰美               | 佐藤瑞基 長谷川一生                                  | ライジングフォース            |
| TURN 68  | 9月12日        | 密会                           | 吉田伸          | ルーチェ・ヤギ             | 高橋雅和                 | 金子優司 豊田暁子                                    | テディー                      |
| TURN 69  | 9月19日        | 果たすべき使命                 | 広田光毅        | えらん                     | 武藤公春                 | 川村裕哉 荏原裕子 宇代祐規                           | -                             |
| TURN 70  | 9月26日        | 調律する弾丸                   | 広田光毅        | 町谷俊輔                   | 布施康之                 | Kang Hyeon-guk Lee Sung-jin                          | MIGHTY MAX MOVIE Cho Geum-nam |
| TURN 71  | 10月3日        | 宣戦布告                       | 吉田伸          | 須永司                     | 粟井重紀                 | 本田松希 片岡恵美子                                  | アニメーション・プラネット    |
| TURN 72  | 10月10日       | 曇りなき極致                   | 吉田伸          | 髙田昌宏                   | 山本隆太                 | Noh Gil-bo                                           | -                             |
| TURN 73  | 10月17日       | 絶望を断つ光刃                 | 吉田伸          | 須永司                     | 三家本泰美               | 佐藤瑞基 長谷川一生                                  | ライジングフォース            |
| TURN 74  | 10月25日       | 囚われのイグニス               | 立原正輝        | えらん                     | 高橋雅和                 | 金子優司 豊田暁子 荏原裕子                           | テディー                      |
| TURN 75  | 10月31日       | 心に取り付く鬼                 | 立原正輝        | ルーチェ・ヤギ             | 布施康之                 | Kang Hyeon-guk Lee Sung-jin                          | MIGHTY MAX MOVIE Cho Geum-nam |
| TURN 76  | 11月7日        | 呼び起こされる記憶             | 前川淳          | 髙田昌宏                   | 髙田昌宏                 | 沼田広 西田美弥子 Noh Gil-bo 荏原裕子                | 銀画屋                        |
| TURN 77  | 11月14日       | 相容れない兄妹                 | 前川淳          | 須永司                     | 武藤公春                 | 川村裕哉 荏原裕子 宇代祐規                           | -                             |
| TURN 78  | 11月21日       | 反骨のバウンティハンター       | 武上純希        | えらん                     | 粟井重紀                 | 本田松希 山田太郎                                    | アニメーション・プラネット    |
| TURN 79  | 11月28日       | 光速のライトニング             | 武上純希        | 町谷俊輔                   | 山本隆太                 | Noh Gil-bo                                           | -                             |
| TURN 80  | 12月5日        | 賞金稼ぎの務め                 | 武上純希        | えらん                     | 李羅妍                   | Kang Hyeon-guk Lee Sung-jin                          | MIGHTY MAX MOVIE Cho Geum-nam |
| TURN 81  | 12月12日       | たどり着いた頂                 | 広田光毅        | 須永司                     | 三家本泰美               | 佐藤瑞基 長谷川一生                                  | ライジングフォース            |
| TURN 82  | 12月19日       | 本能の先にあるもの             | 広田光毅        | 須永司                     | 高橋雅和                 | 金子優司 豊田暁子                                    | テディー                      |
| TURN 83  | 12月25日       | イレギュラー・ミーティング     | 吉田伸 立原正輝 | 髙田昌宏                   | 布施康之                 | Kang Hyeon-guk Lee Sung-jin                          | MIGHTY MAX MOVIE Cho Geum-nam |
| TURN 84  | 2019年 1月9日  | 静まらない過去                 | 吉田伸          | ルーチェ・ヤギ             | 武藤公春                 | 川村裕哉 荏原裕子 宇代祐規                           | -                             |
| TURN 85  | 1月16日        | 偽りなき涙                     | 立原正輝        | えらん                     | 粟井重紀                 | 本田松希 梁世挺                                      | アニメーション・プラネット    |
| TURN 86  | 1月23日        | 持たざる者の知恵               | 吉田伸          | 須永司                     | 布施康之                 | Kang Hyeon-guk Lee Sung-jin                          | MIGHTY MAX MOVIE Cho Geum-nam |
| TURN 87  | 1月30日        | 連鎖破壊                       | 吉田伸          | 須永司                     | 山本隆太                 | Noh Gil-bo                                           | -                             |
| TURN 88  | 2月6日         | リベンジャー・ウィンディ       | 広田光毅        | ルーチェ・ヤギ             | 三家本泰美               | 佐藤瑞基 長谷川一生                                  | ライジングフォース            |
| TURN 89  | 2月13日        | 重なる二つの火                 | 広田光毅        | えらん                     | 高橋雅和                 | 金子優司                                             | テディー                      |
| TURN 90  | 2月20日        | 次世代の創造主                 | 前川淳          | 須永司                     | Park Sang-ho             | Kang Hyeon-guk Lee Sung-jin                          | MIGHTY MAX MOVIE Cho Geum-nam |
| TURN 91  | 2月27日        | 誇り高き乙女                   | 前川淳          | 須永司                     | 武藤公春                 | 川村裕哉 荏原裕子 宇代祐規                           | -                             |
| TURN 92  | 3月6日         | 大いなる試練                   | 武上純希        | 髙田昌宏                   | 粟井重紀                 | 本田松希 山田太郎 梁世挺                             | アニメーション・プラネット    |
| TURN 93  | 3月13日        | 交わした約束                   | 武上純希        | ルーチェ・ヤギ             | Park Sang-ho             | Kang Hyeon-guk Lee Sung-jin                          | MIGHTY MAX MOVIE Cho Geum-nam |
| TURN 94  | 3月20日        | 猛る魂                         | 前川淳          | 須永司                     | 山本隆太                 | Noh Gil-bo                                           | -                             |
| TURN 95  | 3月27日        | 不死鳥の輝き                   | 前川淳          | 髙田昌宏                   | 三家本泰美               | 佐藤瑞基 長谷川一生                                  | ライジングフォース            |
| TURN 96  | 4月3日         | ライトニングの罪               | 吉田伸          | 町谷俊輔                   | 高橋雅和                 | 金子優司                                             | テディー                      |
| TURN 97  | 4月10日        | イグニス統合計画               | 吉田伸          | 須永司                     | Park Sang-ho             | Kang Hyeon-guk Hwang Seong-won Lee Seok-yoon         | MIGHTY MAX MOVIE Cho Geum-nam |
| TURN 98  | 4月17日        | 一線を越えたAI                 | 吉田伸          | 髙田昌宏                   | 武藤公春                 | 川村裕哉 荏原裕子 宇代祐規                           | -                             |
| TURN 99  | 4月24日        | 新世界の扉                     | 広田光毅        | えらん                     | 粟井重紀                 | 本田松希 片岡恵美子                                  | アニメーション・プラネット    |
| TURN 100 | 5月1日         | ねじれた理想郷                 | 広田光毅        | 須永司                     | Hwang Seong-won          | Kang Hyeon-guk Lee Sung-jin Lee Seok-yoon Go Sung-un | MIGHTY MAX MOVIE Cho Geum-nam |
| TURN 101 | 5月8日         | 迷いなき本能                   | 広田光毅        | ルーチェ・ヤギ             | 三家本泰美               | 佐藤瑞基 長谷川一生                                  | ライジングフォース            |
| TURN 102 | 5月15日        | 委ねられた願い                 | 吉田伸          | 髙田昌宏                   | 山本隆太                 | Noh Gil-bo                                           | -                             |
| TURN 103 | 5月22日        | 終りへの旅立ち                 | 立原正輝        | えらん                     | 武藤公春                 | 横田明美                                             | -                             |
| TURN 104 | 5月29日        | 犯行声明                       | 吉田伸          | 石黒達也                   | 高橋雅和                 | 金子優司                                             | テディー                      |
| TURN 105 | 6月5日         | 迎撃                           | 吉田伸          | 須永司                     | 佐藤道拓                 | Kang Hyeon-guk Hwang Seong-won Go Sung-un            | MIGHTY MAX MOVIE Cho Geum-nam |
| TURN 106 | 6月12日        | がんばれ!!ロボッピ             | 立原正輝        | えらん                     | 武藤公春                 | 川村裕哉 荏原裕子 宇代祐規                           | -                             |
| TURN 107 | 6月19日        | 鬼を討つ                       | 立原正輝        | 髙田昌宏                   | 粟井重紀                 | 本田松希 片岡恵美子 山田太郎                         | アニメーション・プラネット    |
| TURN 108 | 7月3日         | 不撓不屈の精神                 | 吉田伸 立原正輝 | ルーチェ・ヤギ             | 佐藤道拓 Hwang Seong-won | Kang Hyeon-guk Hwang Seong-won Go Sung-un            | MIGHTY MAX MOVIE Cho Geum-nam |
| TURN 109 | 7月10日        | イグニスを狩るもの             | 吉田伸          | 山本隆太                   | 山本隆太                 | Noh Gil-bo                                           | -                             |
| TURN 110 | 7月17日        | 哀の苛立ち                     | 前川淳          | えらん                     | 三家本秦美               | 佐藤瑞基 長谷川一生                                  | ライジングフォース            |
| TURN 111 | 7月24日        | せめぎ合う意思                 | 前川淳          | 石黒達也                   | 高橋雅和                 | 金子優司                                             | テディー                      |
| TURN 112 | 7月31日        | SOL社の凋落                    | 吉田伸 武上純希 | 須永司                     | 佐藤道拓                 | Kang Hyeon-guk Lee Seok-yoon Hwang Seong-won         | MIGHTY MAX MOVIE Cho Geum-nam |
| TURN 113 | 8月7日         | 家電の王様                     | 武上純希        | 西田章二                   | 武藤公春                 | 川村裕哉 荏原裕子 宇代祐規                           | -                             |
| TURN 114 | 8月14日        | 夢見るロボッピ                 | 武上純希        | 髙田昌宏                   | 粟井重紀                 | 本田松希                                             | アニメーション・プラネット    |
| TURN 115 | 8月21日        | 始まりの場所                   | 広田光毅        | ルーチェ・ヤギ             | 佐藤道拓 Go Sung-un      | Kang Hyeon-guk Jeong Yong-un Hwang Seong-won         | MIGHTY MAX MOVIE Cho Geum-nam |
| TURN 116 | 8月28日        | 完全燃焼                       | 広田光毅        | 山本隆太                   | 山本隆太                 | Noh Gil-bo                                           | -                             |
| TURN 117 | 9月4日         | 交わらない道                   | 吉田伸          | えらん                     | 三家本泰美               | 佐藤瑞基 長谷川一生                                  | ライジングフォース            |
| TURN 118 | 9月11日        | 無謀な提案                     | 吉田伸          | 西田章二                   | 高橋雅和                 | 金子優司                                             | テディー                      |
| TURN 119 | 9月18日        | 壊れゆく自我                   | 吉田伸          | 髙田昌宏                   | 佐藤道拓                 | Kang Hyeon-guk Jeong Yong-un Moon-Hee Lee Seok-yun   | MIGHTY MAX MOVIE Cho Geum-nam |
| TURN 120 | 9月25日        | 繋がる世界                     | 吉田伸          | 浅野勝也                   | 武藤公春                 | 川村裕哉 荏原裕子 宇代祐規                           | -                             |

## 放送局
| 放送期間                                                          | 放送時間                                      | 放送局         | 対象地域       | 備考                                                              |
| ----------------------------------------------------------------- | --------------------------------------------- | -------------- | -------------- | ----------------------------------------------------------------- |
| 2017年5月10日 - 2019年9月25日                                     | 水曜 18:25 - 18:55                            | テレビ東京     | 関東広域圏     | 製作局 字幕放送                                                   |
|                                                                   |                                               | テレビ北海道   | 北海道         |                                                                   |
|                                                                   |                                               | テレビ愛知     | 愛知県         |                                                                   |
|                                                                   |                                               | テレビ大阪     | 大阪府         |                                                                   |
|                                                                   |                                               | テレビせとうち | 岡山県・香川県 |                                                                   |
|                                                                   |                                               | TVQ九州放送    | 福岡県         |                                                                   |
| 2017年5月12日 - 2019年9月27日                                     | 金曜 17:27 - 18:00                            | BSテレ東       | 日本全域       | BS放送、『遊☆戯☆王デュエルアワー』第二部枠 字幕放送（TURN78から） |
| 2017年5月23日 - 2019年10月22日                                    | 火曜 7:30 - 7:59                              | 奈良テレビ     | 奈良県         | 独立局                                                            |
| 2018年12月8日 - 2020年3月28日 2020年4月6日 - 2021年3月29日        | 土曜 5:50 - 6:20 月曜 1:30 - 2:00（日曜深夜） | びわ湖放送     | 滋賀県         | 独立局                                                            |
| テレビ東京系列の地上波6局では字幕放送・番組連動データ放送を実施。 |                                               |                |                |                                                                   |

| 配信期間       | 配信時間             | 配信サイト     | 備考 |
| -------------- | -------------------- | -------------- | ---- |
| 2017年6月6日 - | 火曜 21:30 - 22:00頃 | ニコニコ生放送 |      |

## 派生作品など

### 遊☆戯☆王VRAINS徹底解剖! 遊☆戯☆王LABO
『遊☆戯☆王VRAINS徹底解剖！ 遊☆戯☆王LABO』（ゆうぎおうヴレインズてっていかいぼう ゆうぎおうラボ）は、 テレビ東京、NAS製作の『遊☆戯☆王』情報バラエティ番組。2017年4月5日から5月3日まで、テレビ東京などでテレビ放送された。
海馬コーポレーション社長、海馬瀬人を尊敬しているバイきんぐ小峠が『遊☆戯☆王』の研究機関『小峠コーポレーション』を設立したという設定で、アニメ、OCG、モバイルゲーム等、『遊☆戯☆王』の魅力を伝えていく。

#### 出演者
- 小峠英二（ことうげ えいじ）：小峠コーポレーション社長[21]。
- 栗原類（くりはら るい）： 小峠コーポレーションのエース研究員[21]。
- 柳美稀（やなぎ みき）： 小峠コーポレーションの新人研究員[21]。
- 西村瑞樹（にしむら みずき）： 小峠コーポレーションに入りたい男[21]。モバイルゲーム『遊戯王 デュエルリンクス』担当[21]。
- マスター赤馬（マスターあかうま）：第1回、第2回に出演。
- 星野貴紀（ほしの たかのり）：第3回、第4回に出演。
- 相田周二（あいだ しゅうじ）：第3回、第4回に出演。

#### スタッフ
- 構成 - 江戸川ダビ夫、 コバヤシマナブ
- ナレーション - 橋詰知久

#### 放送
| 放送期間                                      | 放送時間                                       | 放送局         | 対象地域       | 備考                                |
| --------------------------------------------- | ---------------------------------------------- | -------------- | -------------- | ----------------------------------- |
| 2017年4月5日 - 5月3日                         | 水曜 18:25 - 18:55                             | テレビ東京     | 関東広域圏     | 製作局                              |
|                                               |                                                | テレビ北海道   | 北海道         |                                     |
|                                               |                                                | テレビ愛知     | 愛知県         |                                     |
|                                               |                                                | テレビ大阪     | 大阪府         |                                     |
|                                               |                                                | テレビせとうち | 岡山県・香川県 |                                     |
|                                               |                                                | TVQ九州放送    | 福岡県         |                                     |
| 2017年4月14日 - 5月12日                       | 金曜 17:27 - 18:00 金曜 17:00 - 17:27（第5回） | BSジャパン     | 日本全域       | BS放送 『遊☆戯☆王デュエルアワー』内 |
| 2017年4月18日 - 5月16日                       | 火曜 7:30 - 7:59                               | 奈良テレビ     | 奈良県         | 独立局                              |
| テレビ東京系列の地上波6局では字幕放送を実施。 |                                                |                |                |                                     |